# Opel Corsa
Opel Corsa (ˈoːpəl ˈkoːrsa) — немецкий супермини, выпускаемый General Motors с 1982 года. Opel Corsa также выпускается под марками: Vauxhall (в
Великобритании) и Chevrolet (в Южной Америке и Азии).
Corsa — один из самых продаваемых автомобилей компании (самый продаваемый после модели Astra). Он стабильно входит в десятку самых продаваемых автомобилей Европы. По состоянию на конец августа 2012 года продано 11,8 млн экземпляров — на долю Corsa приходится 28 % продаж Opel.

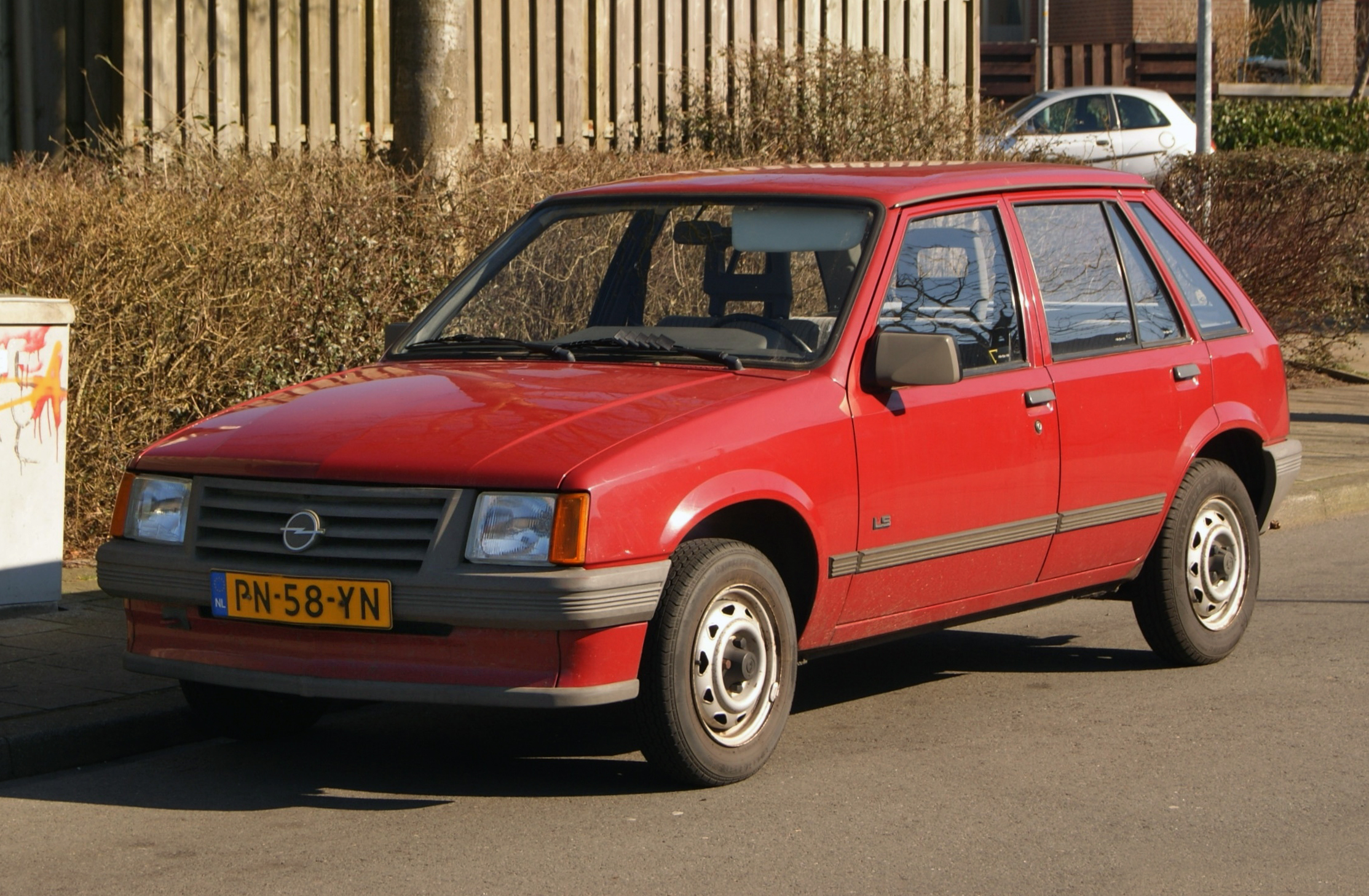
Corsa A
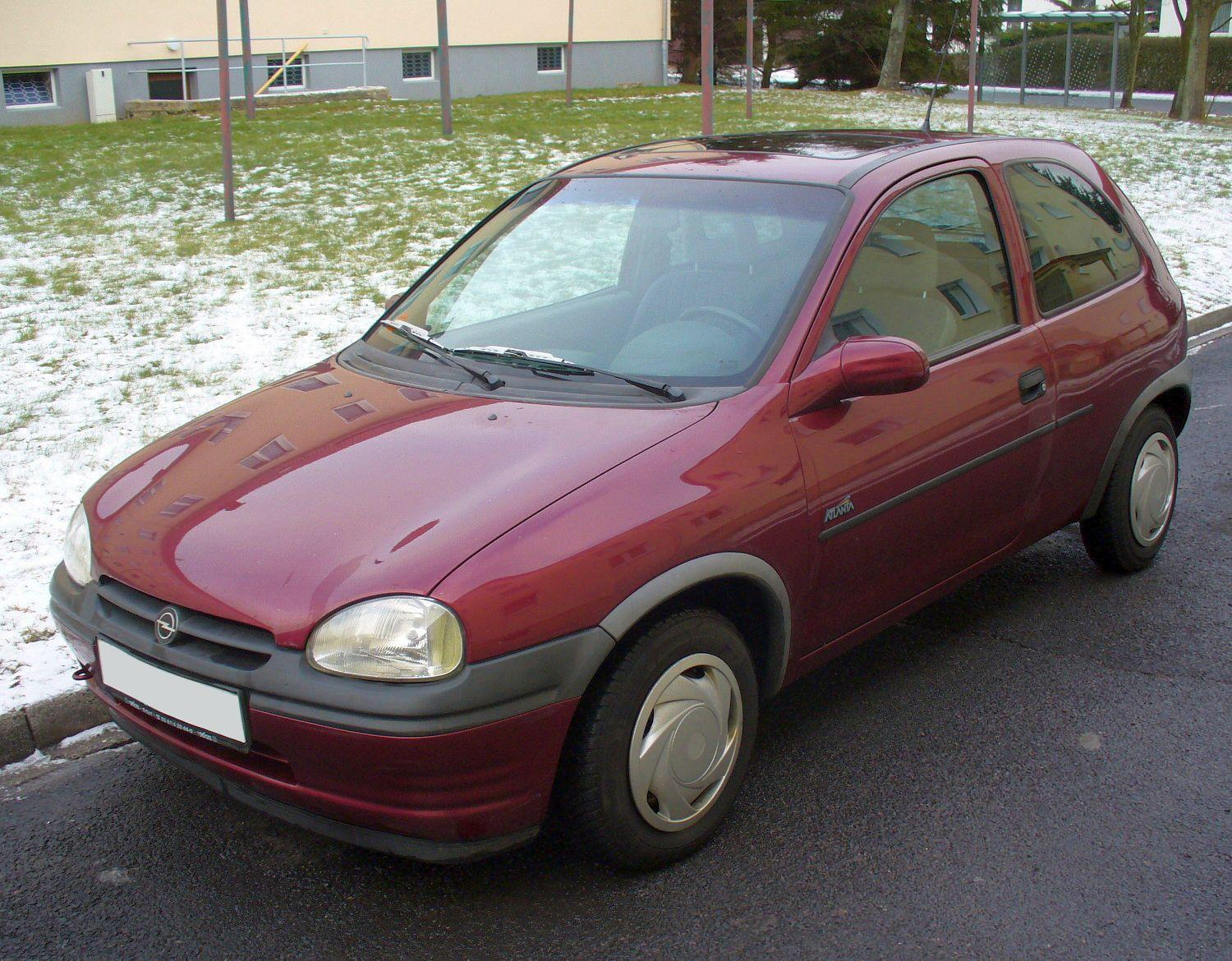
Corsa B
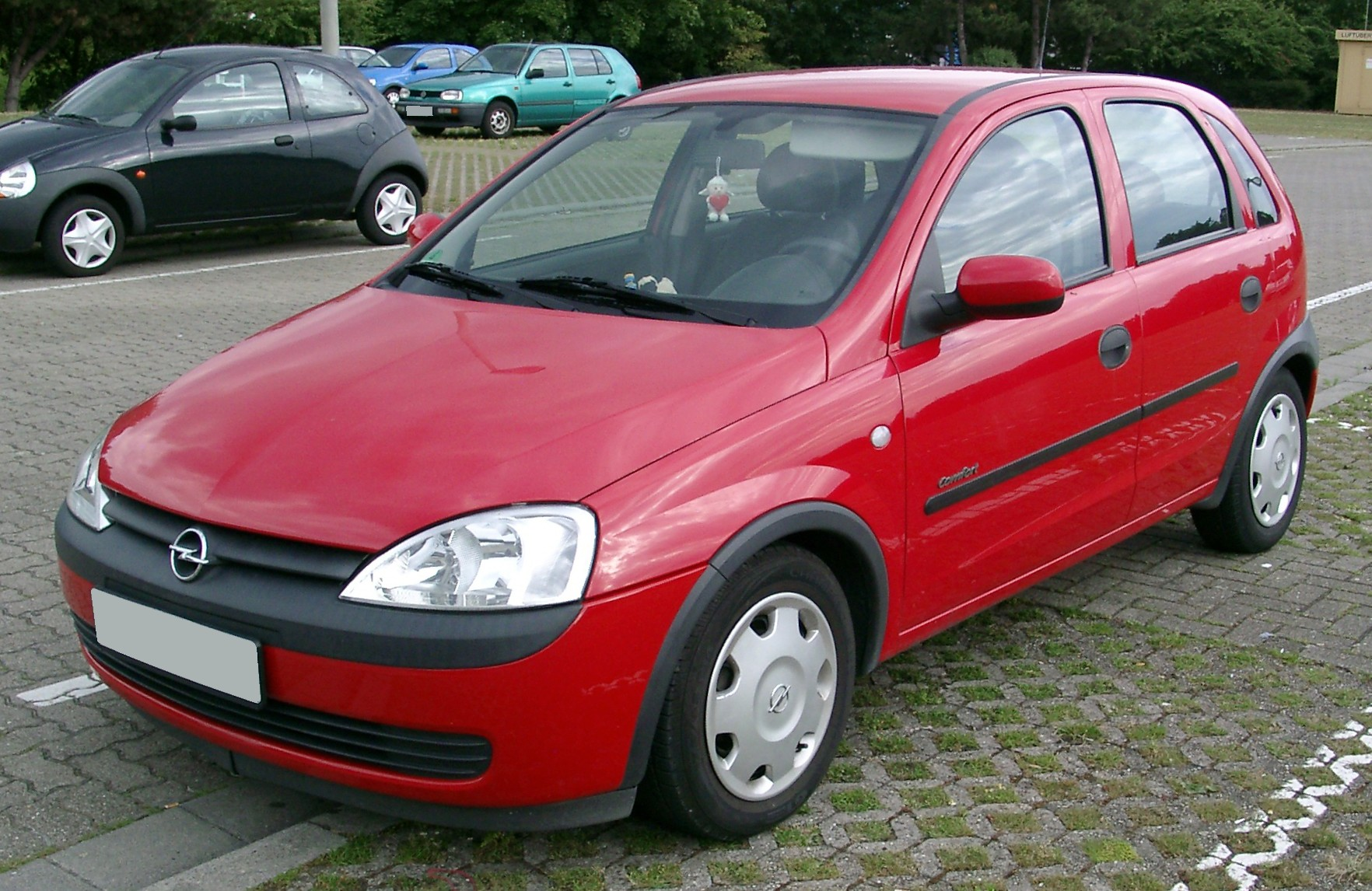
Corsa C
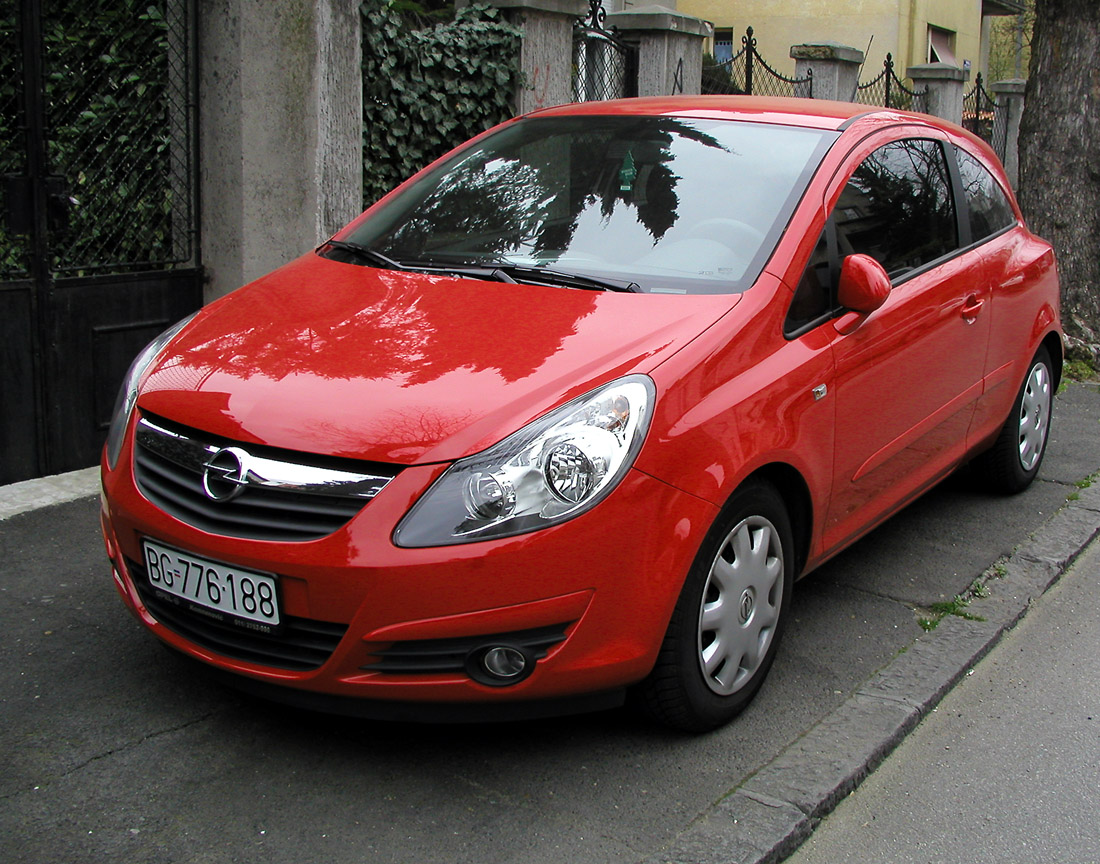
Corsa D
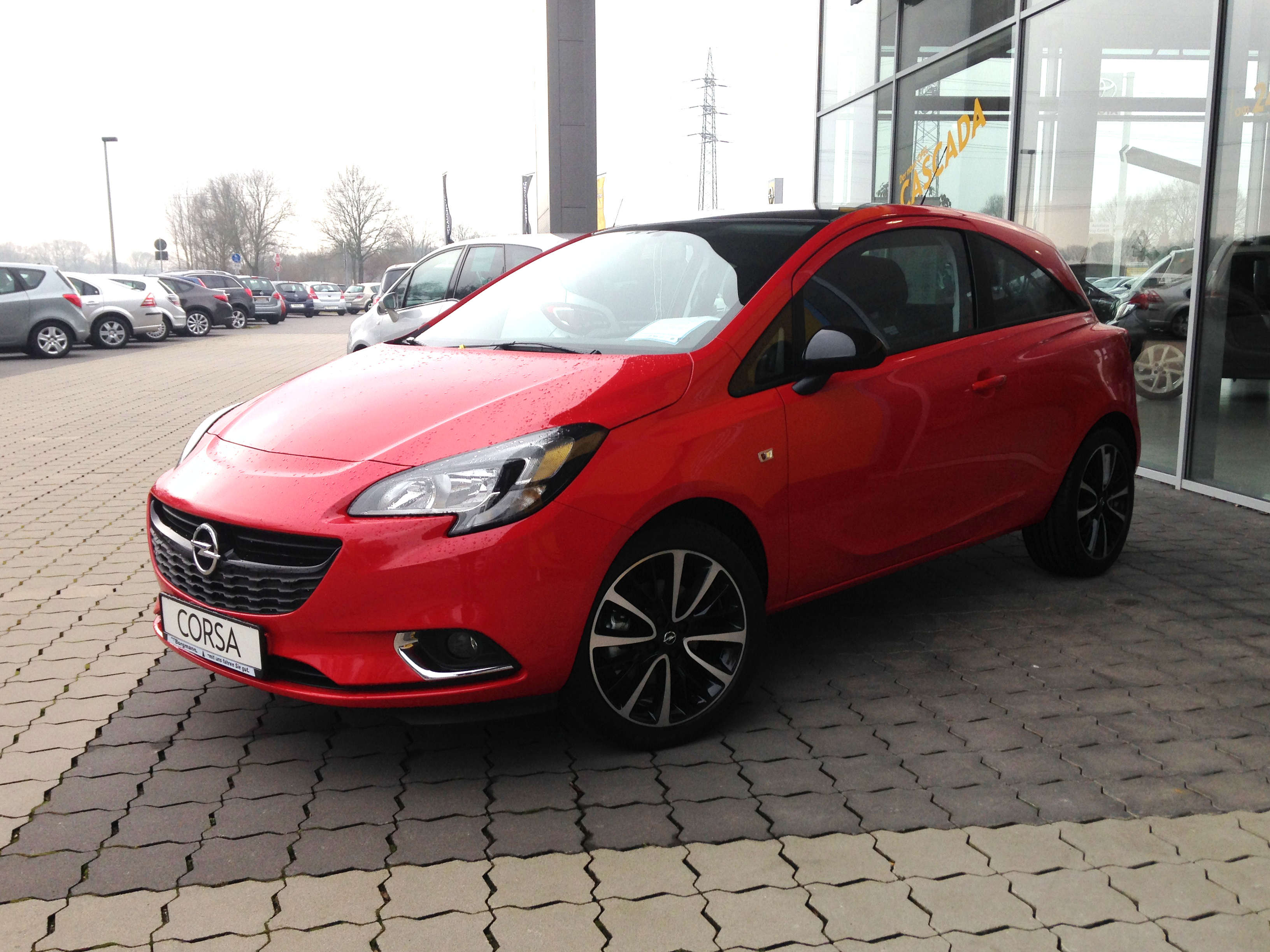
Corsa E
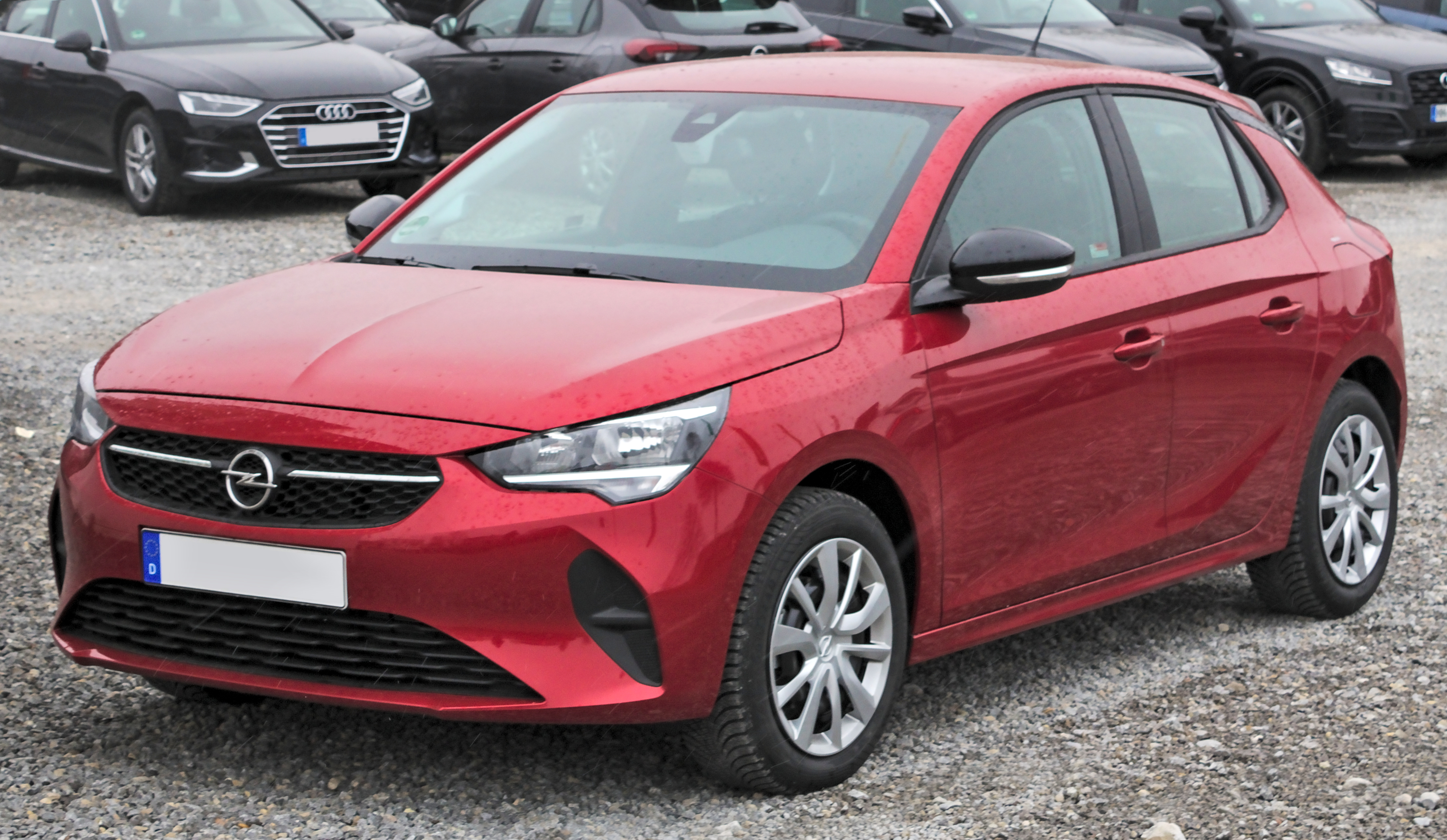
Corsa F

## Corsa A
Первое поколение Corsa было представлено на Парижском автосалоне в октябре 1982 года. Новый Opel Corsa был создан для выхода марки Opel в европейский сегмент B, который в то время занимали Fiat 127, Volkswagen Polo и Ford Fiesta.
Первое время производился на заводе General Motors в Сарагосе и позже в Германии. Изначально Corsa продавался только в Италии, Испании и Франции, где был хорошо развит рынок малолитражных автомобилей. К марту 1983 года начались продажи Opel Corsa в остальной Европе. В Великобритании автомобиль продавался как Vauxhall Nova.
Изначально Corsa выпускался только в кузовах трёхдверный хетчбэк и двухдверный седан. Двухдверный седан Opel Corsa TR был популярен в основном только в Португалии и Испании. Примечательно, что на долю TR приходилось половина от всех проданных Corsa в Испании.

Opel Corsa имел передний привод. Автомобиль поставлялся с двигателями 1.0 л. (45 л.с.), 1.2 л. (55 л.с.), 1.3 л. (70 л.с.) и 1.4 л. (75 л. с.). Все эти двигатели были бензиновыми и имели поперечное расположение в моторном отсеке.   

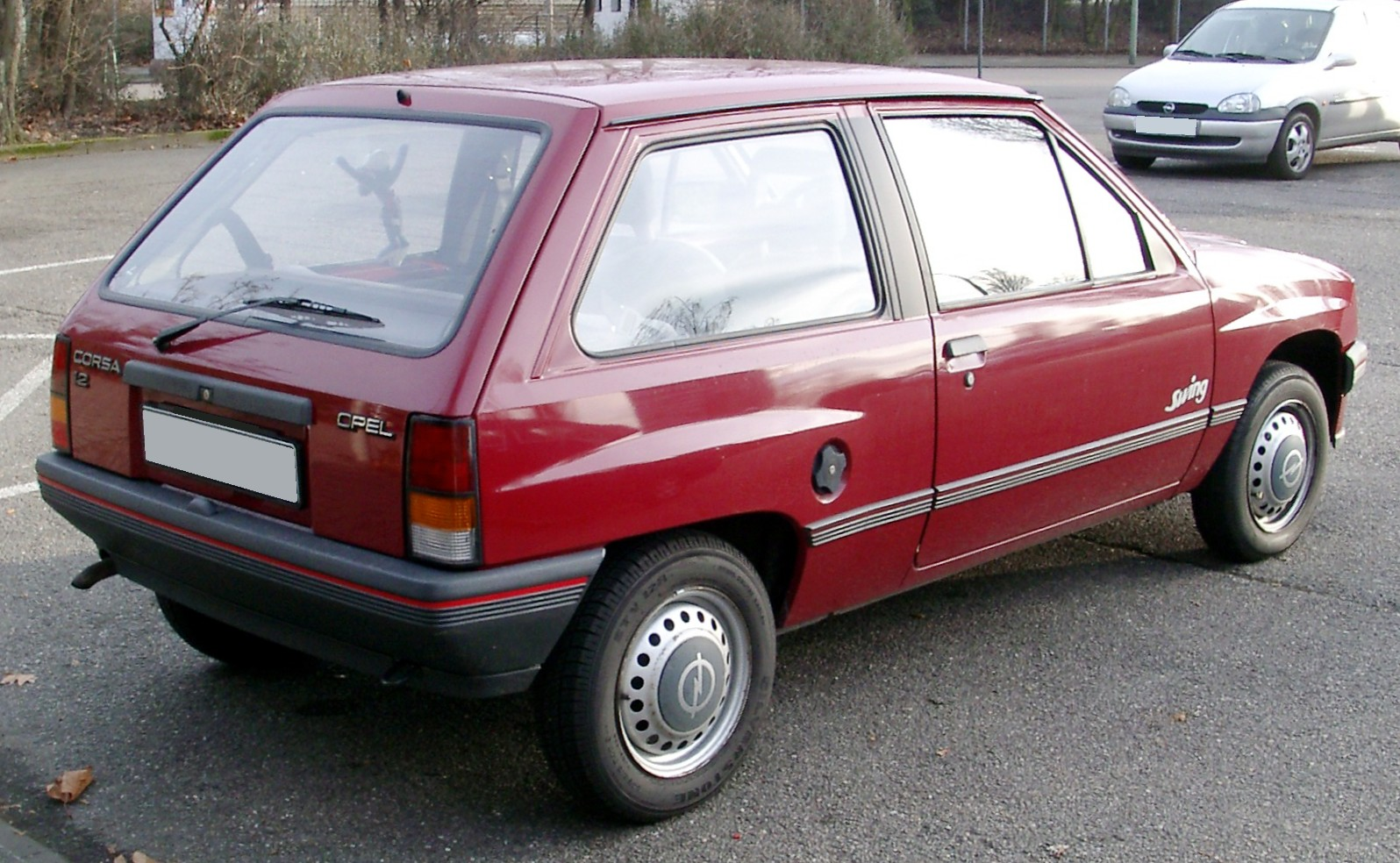
Трёхдверный Opel Corsa после 1987 года
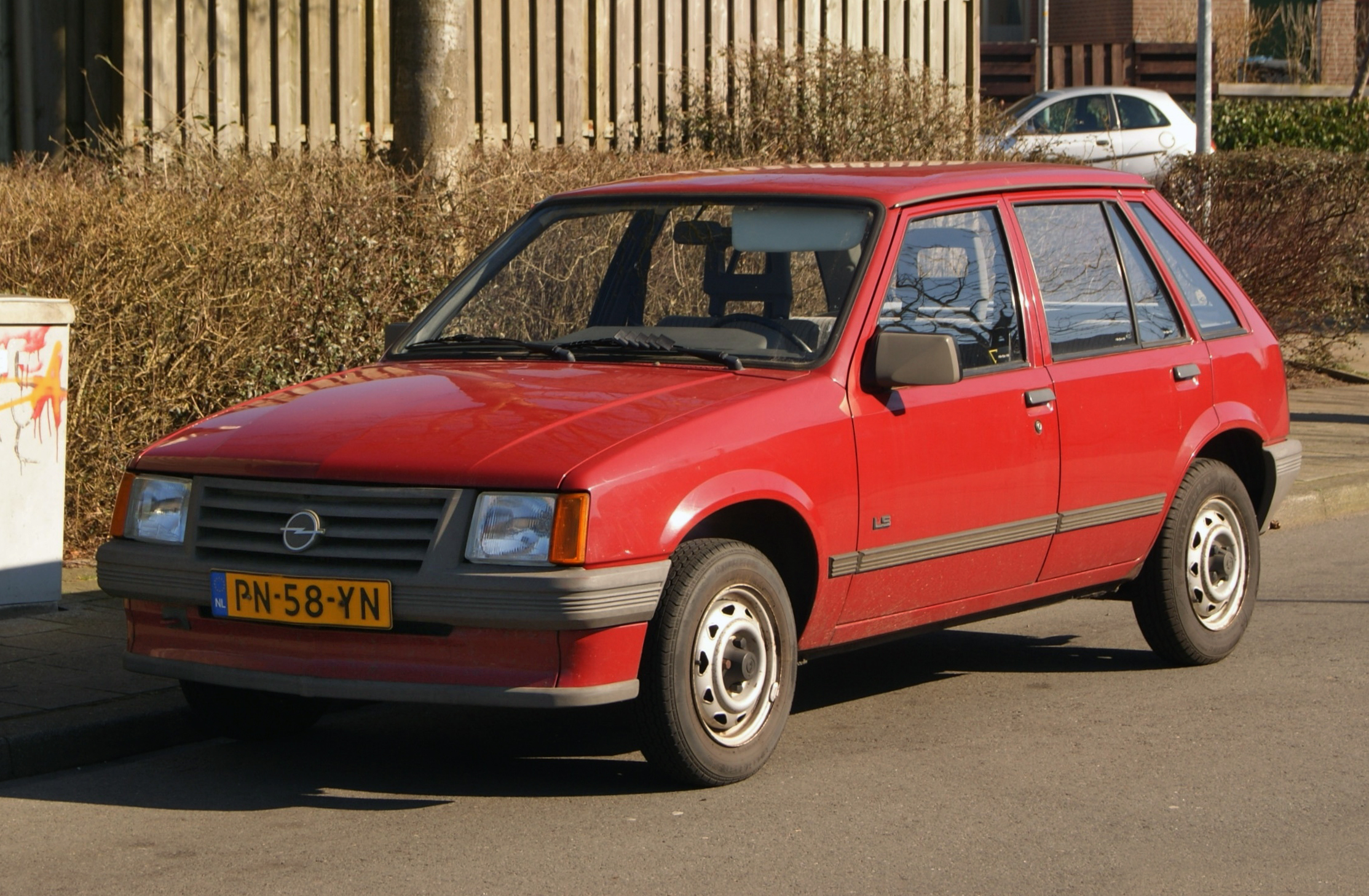
Пятидверный Opel Corsa (1985-1987)
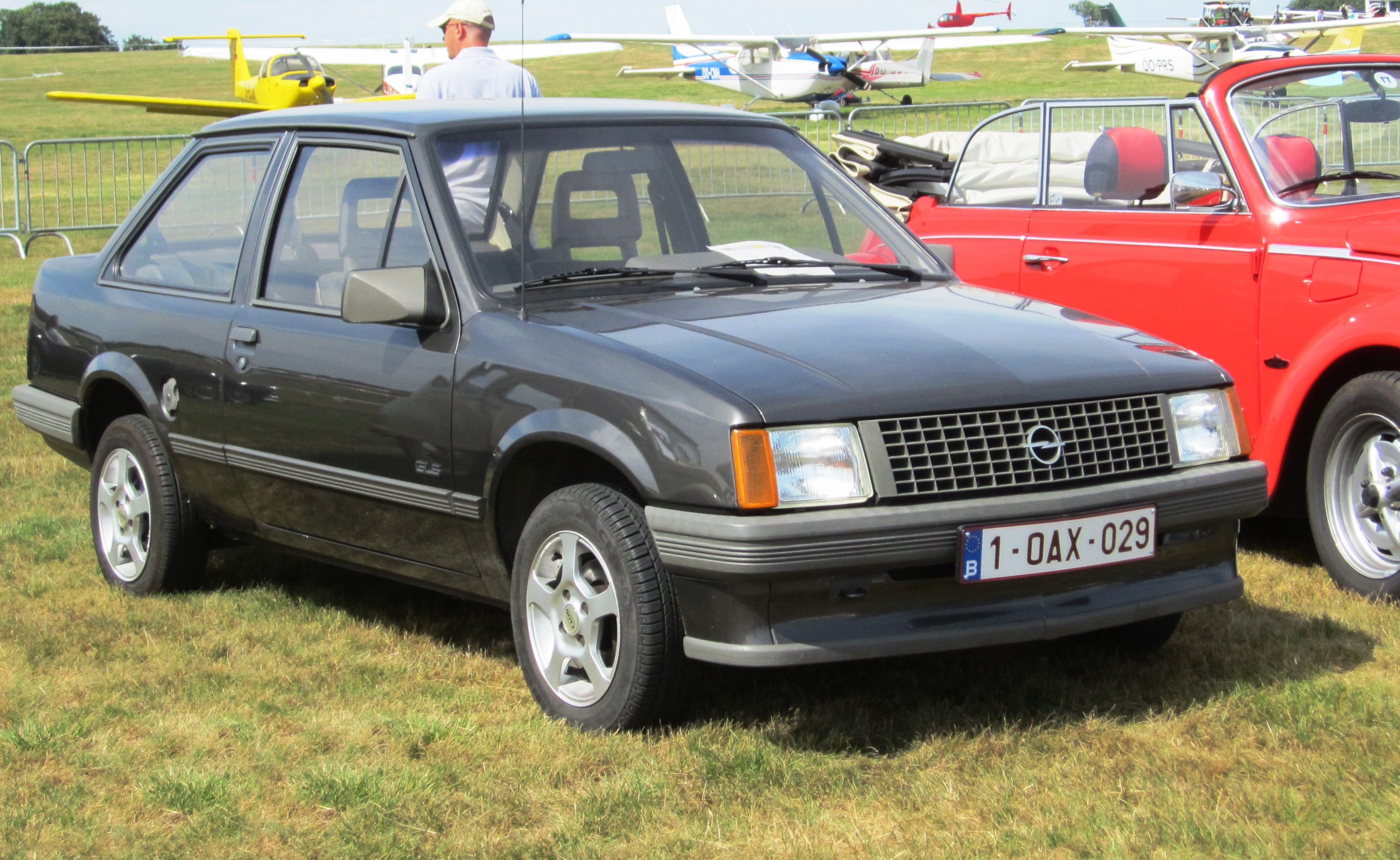
Двухдверный Opel Corsa TR (1982-1987)
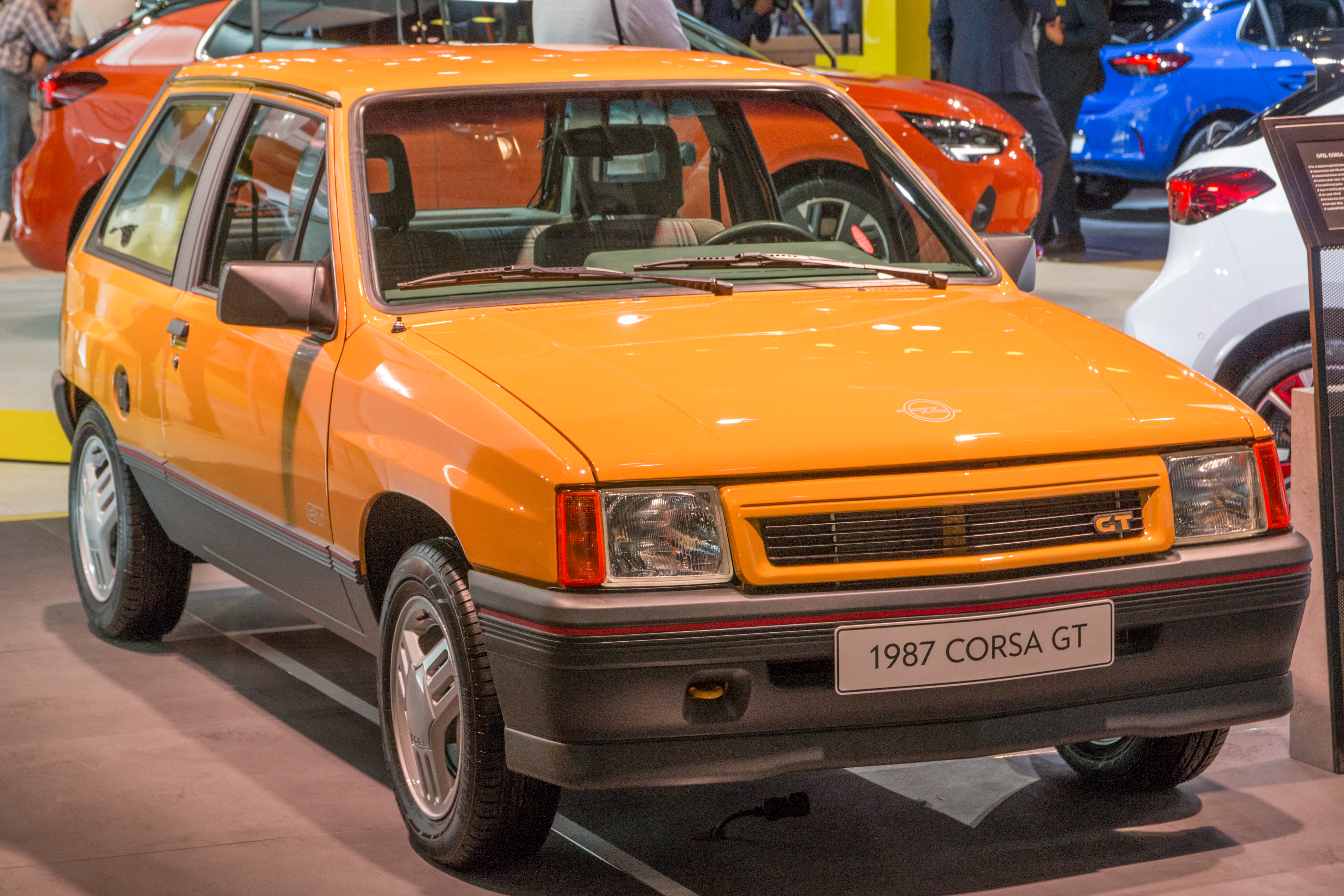
Opel Corsa GT
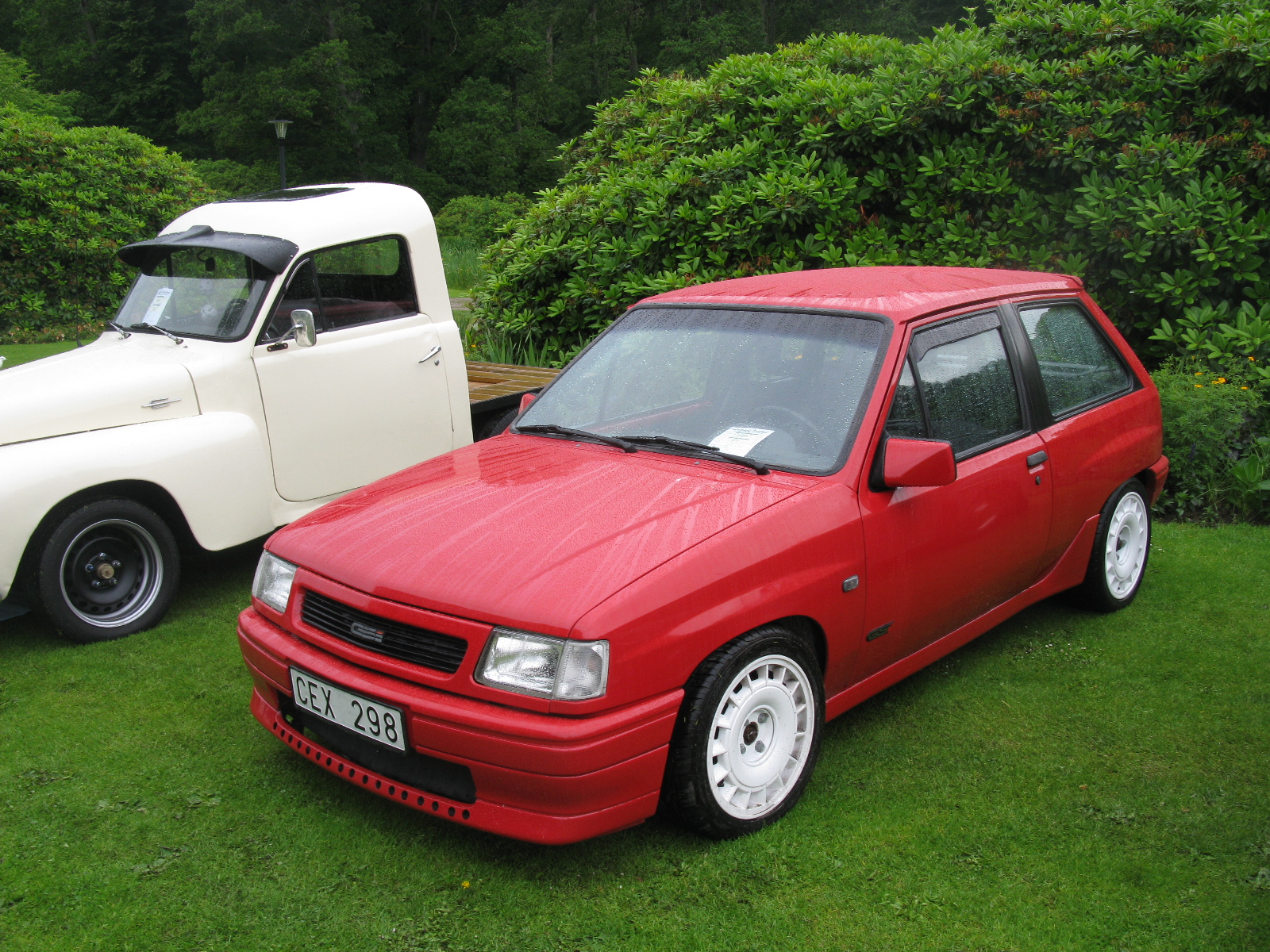
Opel Corsa GSi

В 1987 году Opel Corsa претерпел рестайлинг, за счёт чего появилась новая решётка радиатора и другие незначительные внешние изменения. В моторной линейке появился 1.5-литровый турбодизельный двигатель Isuzu мощностью 67 л.с. (49 кВт), который также устанавливался на Isuzu Gemini. Также был добавлен новый двигатель объёмом 1.6 л. с системой электронного впрыска топлива мощностью 101 л.с. (74 кВт). Оснащённые двигателем 1.6 л. модели получали обозначение Opel Corsa GSi, который позиционировался в модельном ряду как спортивная версия. Дизель, наряду со спортивной версией GSi, был впервые показан публике на Франкфуртском автосалоне в мае 1987 года.

В 1988 году объём двигателя 1.3 л. был увеличен до 1.4 литра.

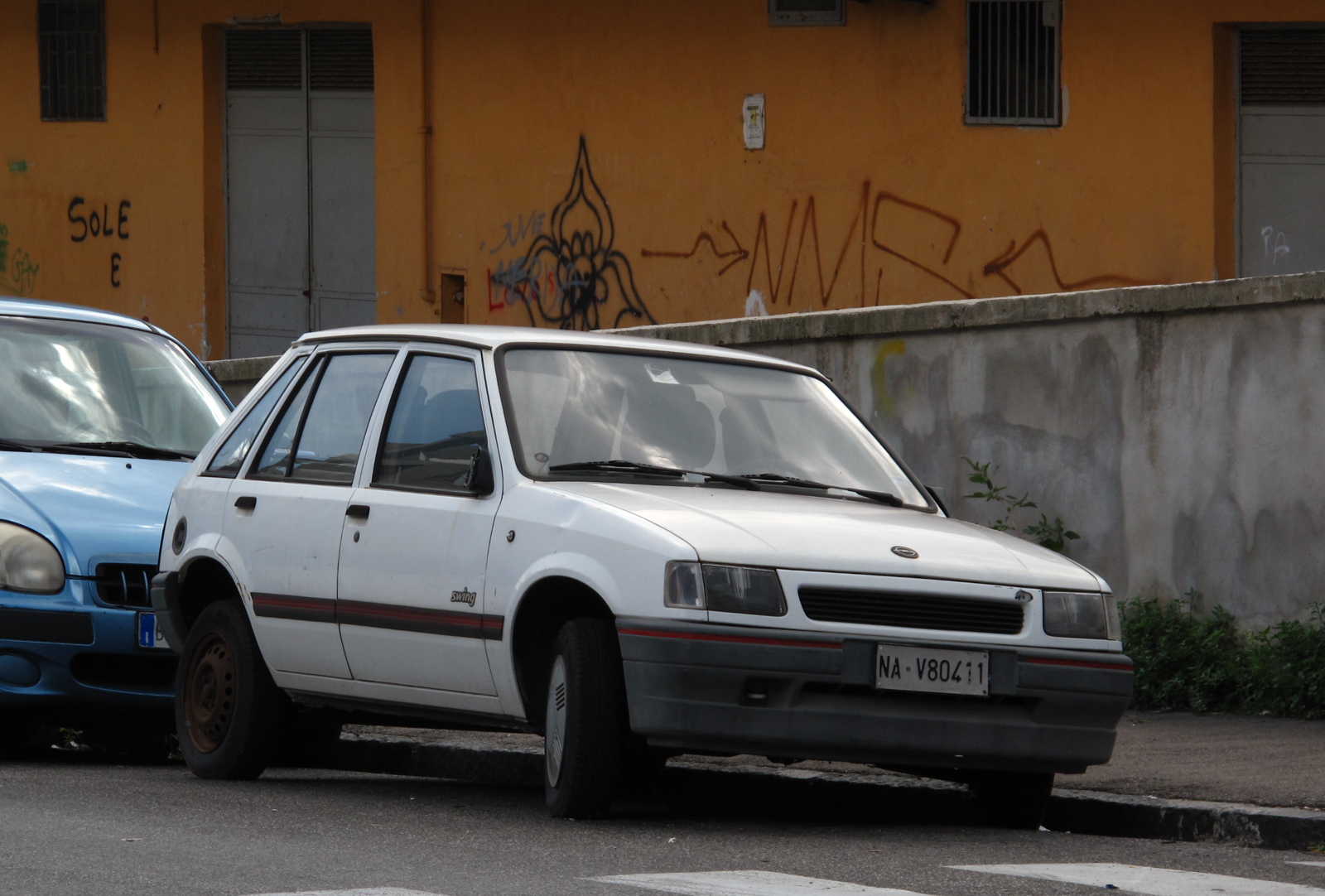
Opel Corsa после рестайлинга 1990 года
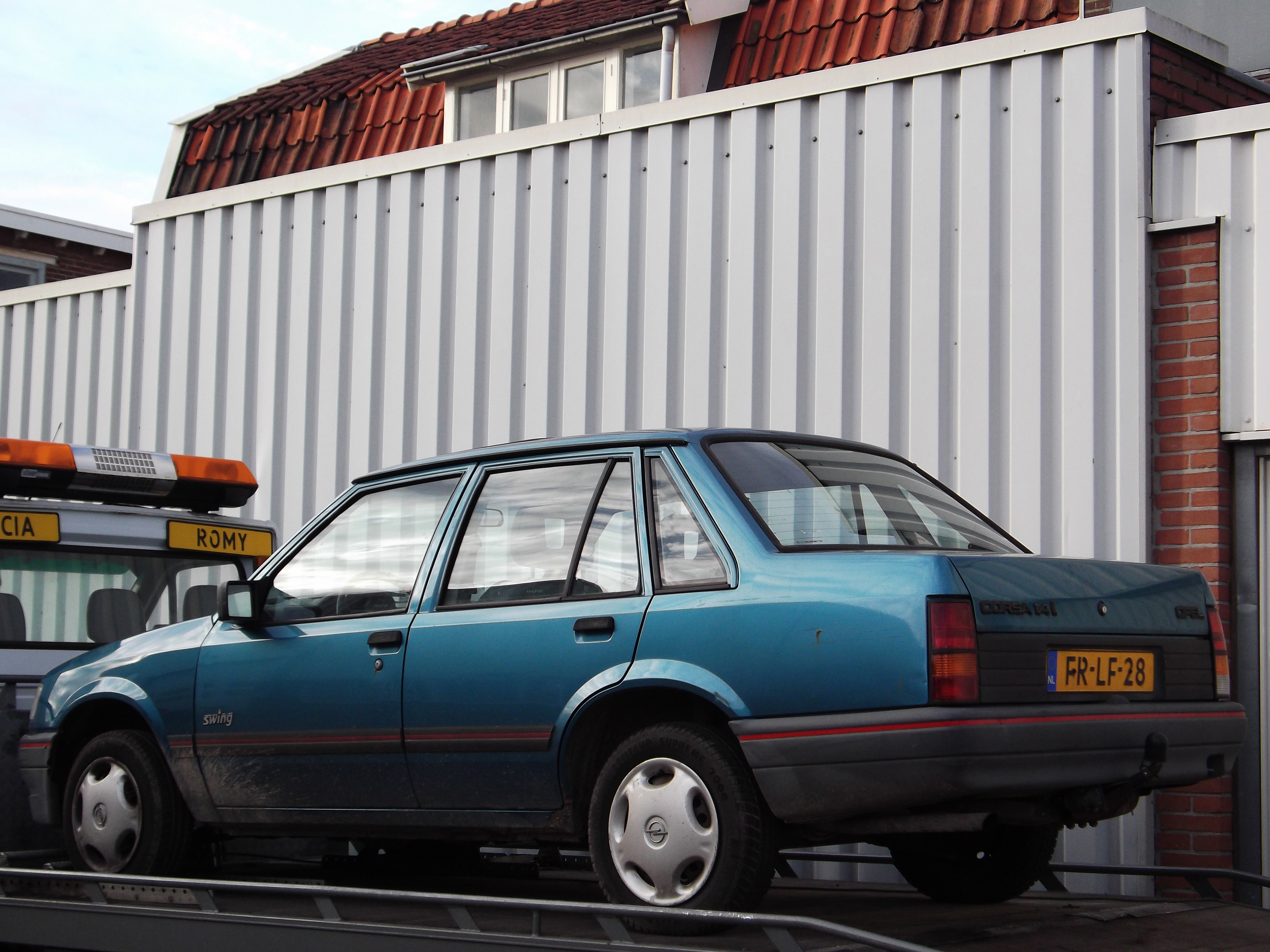
Четырёхдверный Opel Corsa (1990-1993)
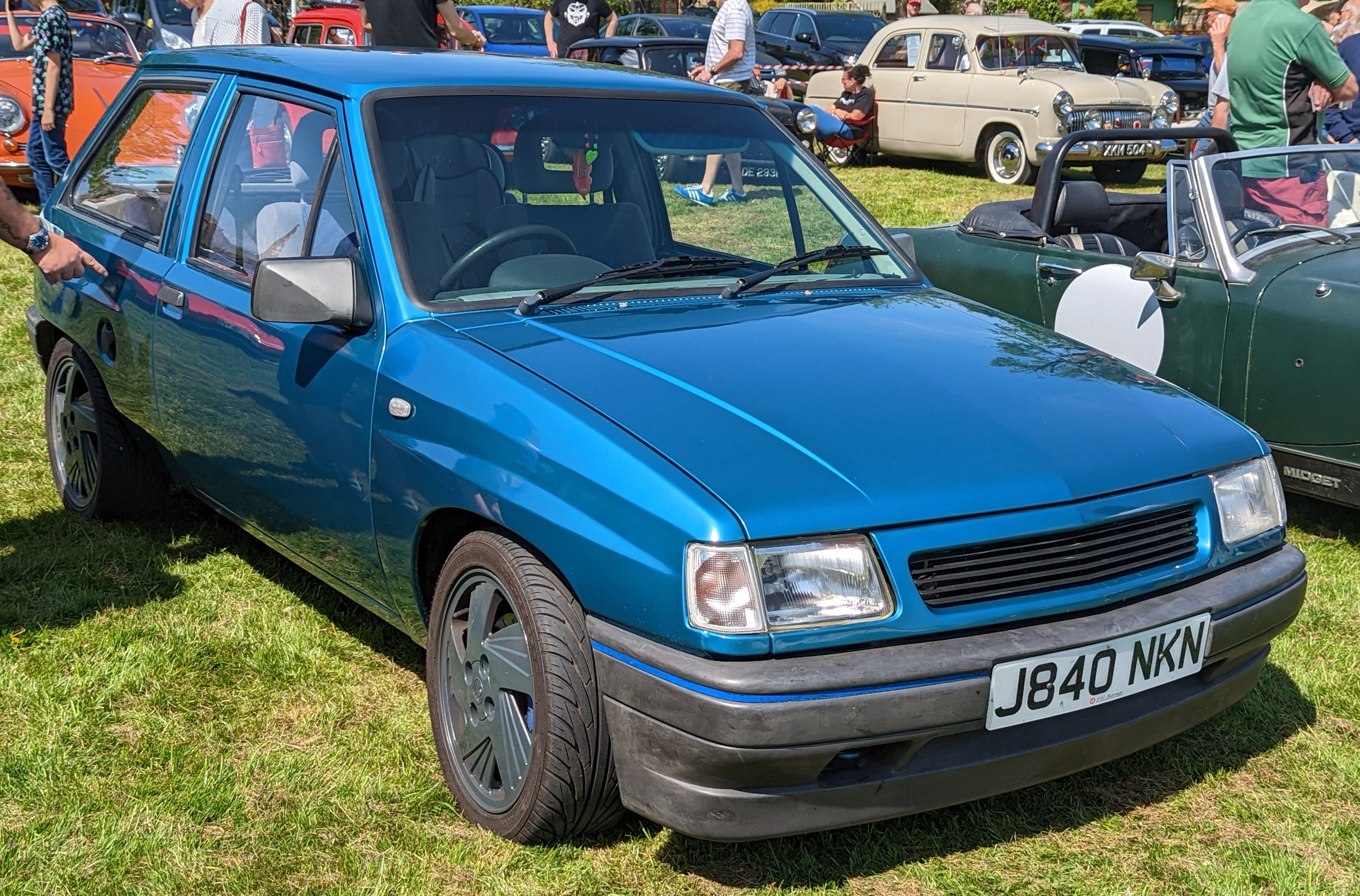
Vauxhall Nova образца 1992 года

В сентябре 1990 года дизайн Opel Corsa вновь был обновлён. Автомобиль получил новые бампера, фары, решётку радиатора и интерьер. В модельный ряд был добавлен четырёхдверный седан.
В 1991 году был снят с производства двигатель объёмом 1,0 литра, поскольку двигатель Opel OHV технически не мог быть модернизирован под готовившийся в то время стандарт выбросов Евро-1.

Всего было выпущено 3 105 430 автомобилей.

## Corsa B
Opel Corsa B производился с 1993 по 2000 годы. В основу дизайна нового Corsa B был взят прототип Opel Junior 1983 года постройки. В марте 1993 года началось производства нового поколения Corsa B, изначально выпускавшегося в кузове трёхдверный хетчбэк. Пятидверный хетчбэк с видоизменённой задней дверью и более узкими задними фонарями появился на свет в августе 1993 года.

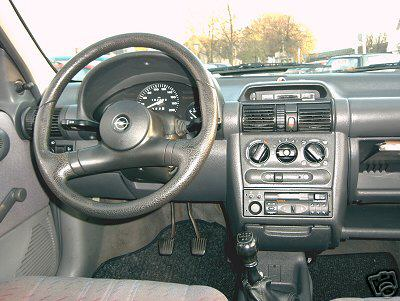
Салон
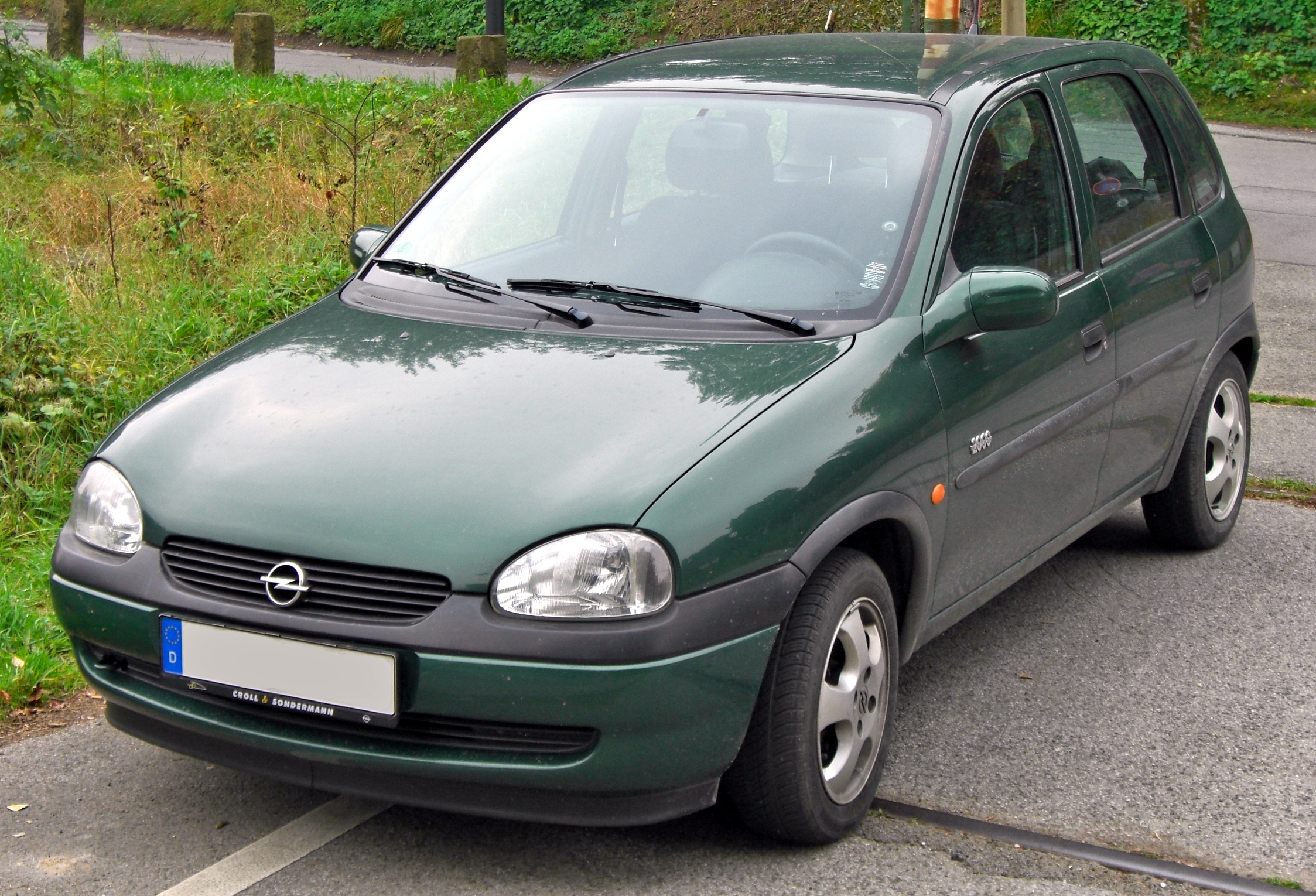
Вид спереди
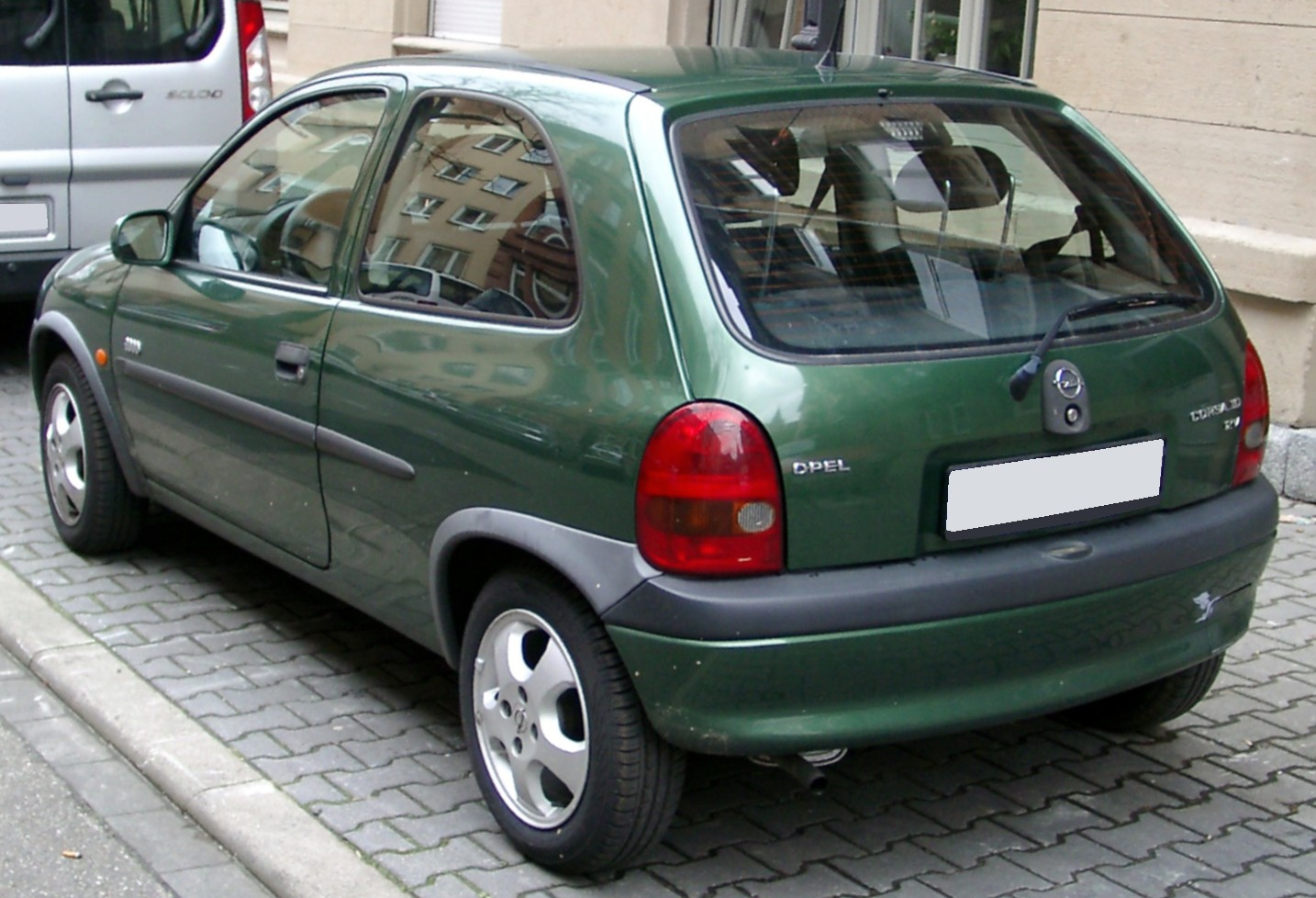
Трёхдверная версия
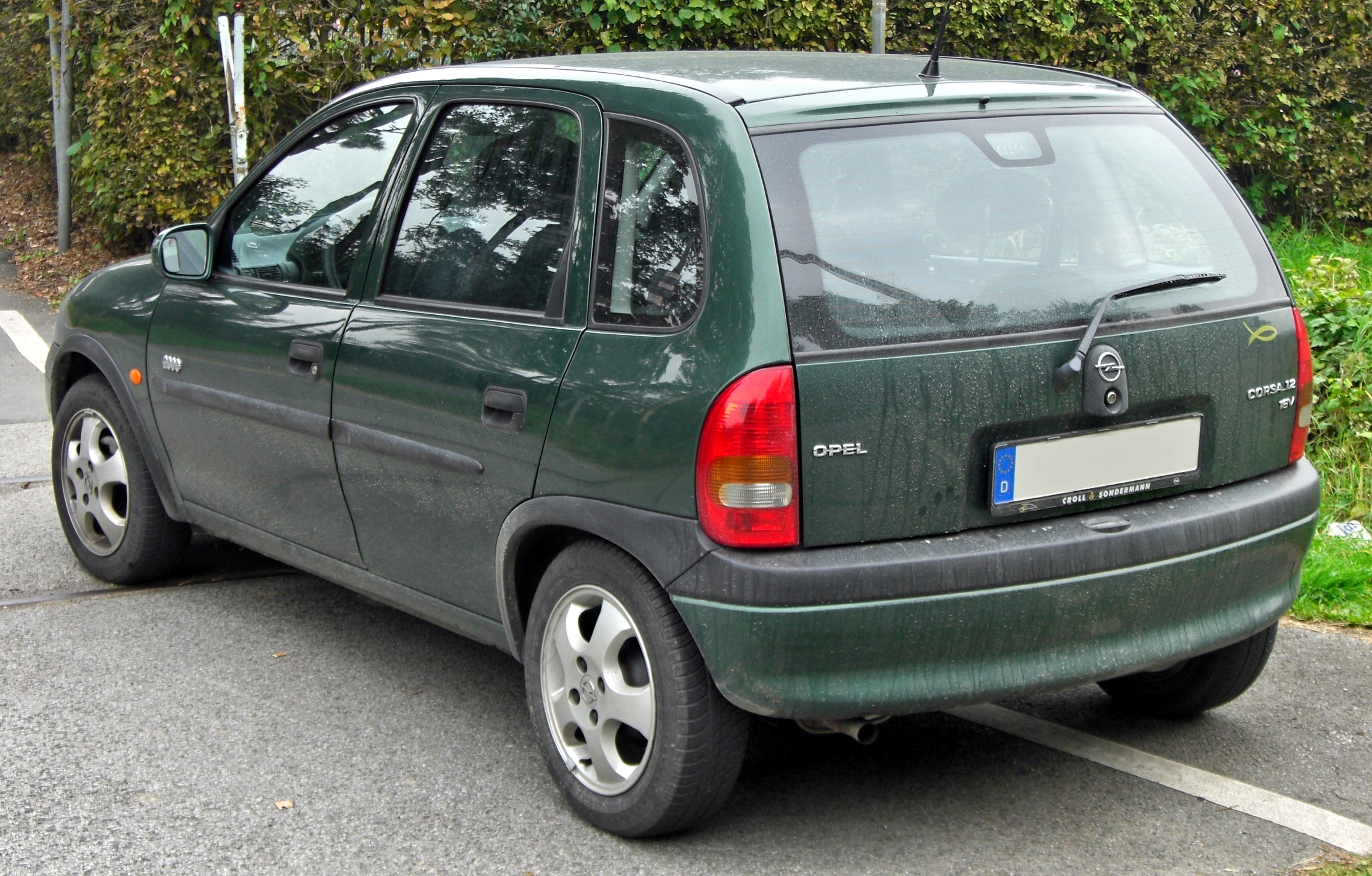
Вид сзади

В июле 1997 года на европейском рынке был произведён рестайлинг. Благодаря чему на модели были изменены передний и задний бампера, изменена конструкция головного освещения ( добавлены линзы ) , на передних крыльях появились боковые указатели поворота, видоизменён дизайн колёсных колпаков и дисков. В салоне стали применяться новые материалы отделки, а также появилось новое трёхспицевое рулевое колесо с подушкой безопасности, прежние каркасные подголовники были исключены.
Летом 1997 года линейка двигателей была дополнена модернизированным 1.0-литровым трёхцилиндровым 12-клапанным двигателем мощностью 55 л.с. (40 кВт). На Opel Corsa с таким двигателем устанавливался электроусилитель руля (для снижения расхода топлива). Весной 1998 года на смену 1.4-литровому 8-клапанному двигателю появился 1.2-литровый 16- клапанный двигатель мощностью 65 л.с. (48 кВт). Этот 1.2-литровый четырёхцилиндровый двигатель был основан на 1,0-литровом трёхцилиндровом двигателе.
За одиннадцать лет выпуска в 80 странах было продано около 6 млн.
На основе Corsa были разработаны спортивное купе — Opel Tigra и LCV — Opel Combo.

### Цена
| Модель              | Мощность, л. с. | Цена 3-двери, DM | Цена 5-дверей, DM |
| ------------------- | --------------- | ---------------- | ----------------- |
| Corsa 1.2 City      | 45              | 18340            | -                 |
| Corsa 1.2 16V       | 65              | -                | -                 |
| Corsa 1.0 12V Eco   | 55              | 19380            | -                 |
| Corsa 1.0 Swing     | 55              | 21175            | 22055             |
| Corsa 1.4 Swing     | 60              | 22205            | 23085             |
| Corsa 1.4 16V Swing | 90              | 23945            | 24825             |
| Corsa 1.7 D City    | 60              | 21075            | -                 |
| Corsa 1.7 D Swing   | 60              | 23655            | 24535             |
| Corsa 1.5 TD Swing  | 67              | 24210            | 25090             |
| Corsa 1.9 CDTI dCi  | 58              | 25000            | 55005             |

Все модификации штатно оснащались двумя подушками безопасности. Доплата за установку ABS составляла 990 марок для любой модификации.
Для европейской версии Opel Corsa B до 1997 года существовало большое количество комплектаций: Eco, City, Swing, Sport, GSI, Joy, Atlanta, World Cup, Grand Slam, Viva, Family, CDX, Vogue, Advantage und Coiffeur.

### На рынках разных странах
Латинская Америка
Opel Corsa B производился во многих странах Латинской Америки, где продавался под маркой Chevrolet. В зависимости от конкретной страны и версии, Opel Corsa мог называться Chevrolet Corsa, Corsa Classic или просто Classic. В Аргентине в 1997—2001 г.г. производился универсал Chevrolet Corsa, который не продавался в Европе (за исключением Италии).

В 1995 году мексиканское подразделение General Motors запустило в серийное производство Corsa B под названием Chevrolet Chevy. Мексиканская версия имела слегка переработанный внешний вид и производилась в кузовах седан, пикап, а также хетчбэк Chevrolet Chevy C2. Выпуск Chevrolet Chevy с незначительными рестайлингами продолжался в Мексике вплоть до 2011 год.

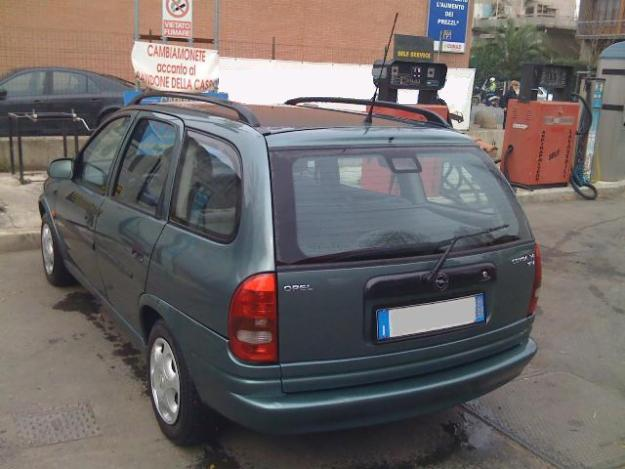
Универсал Opel Corsa Caravan
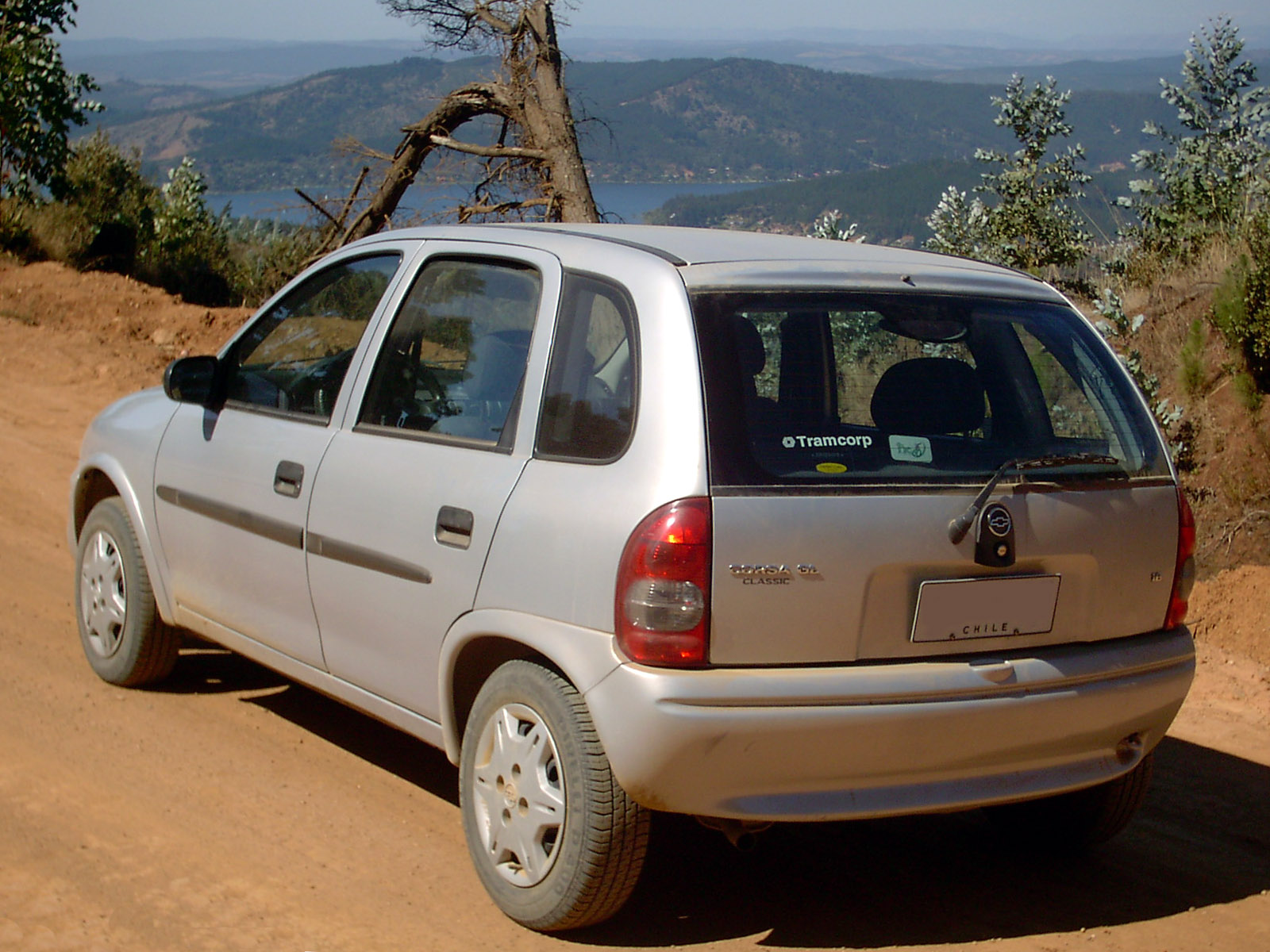
Chevrolet Corsa Classic
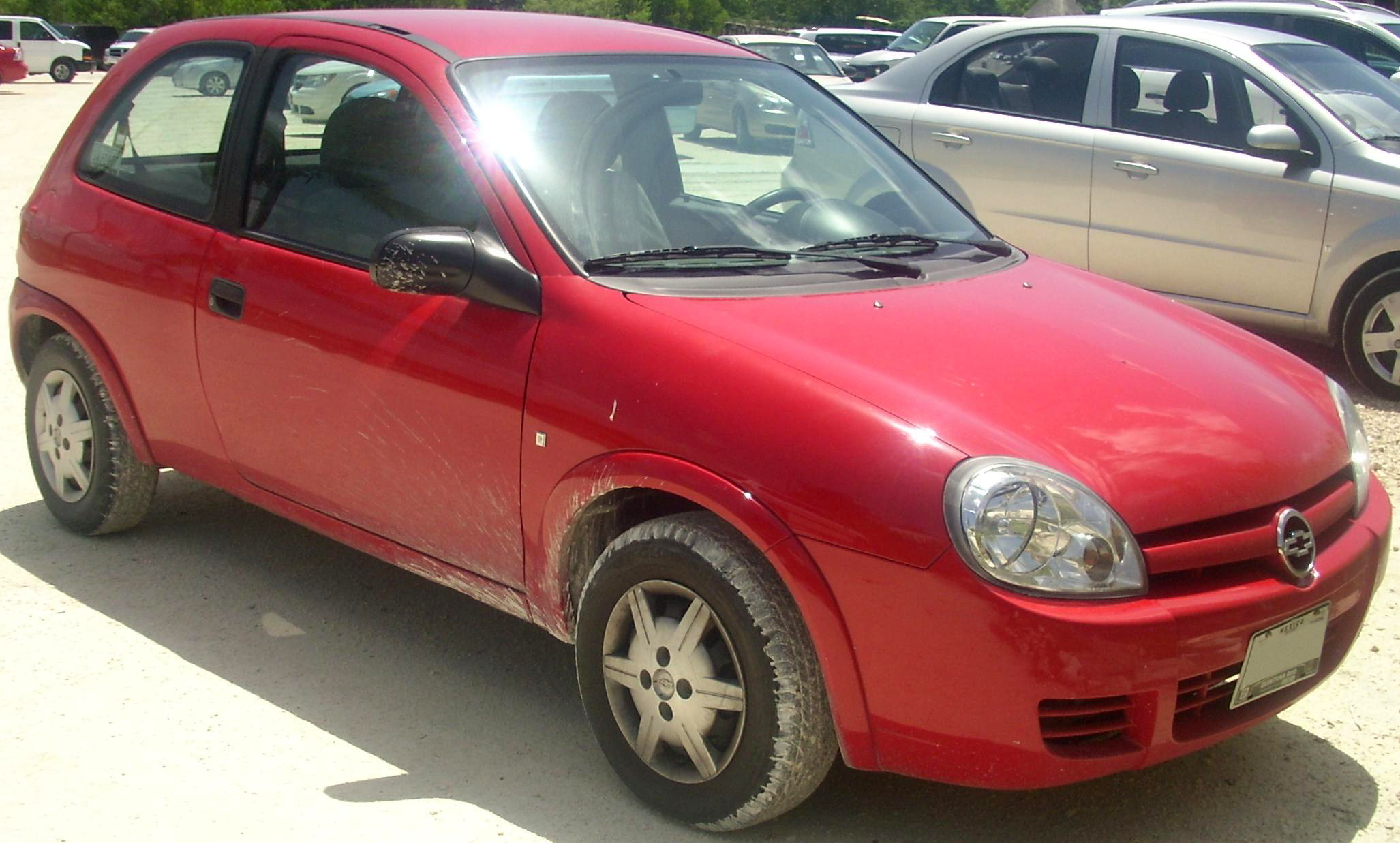
Chevrolet Chevy C2
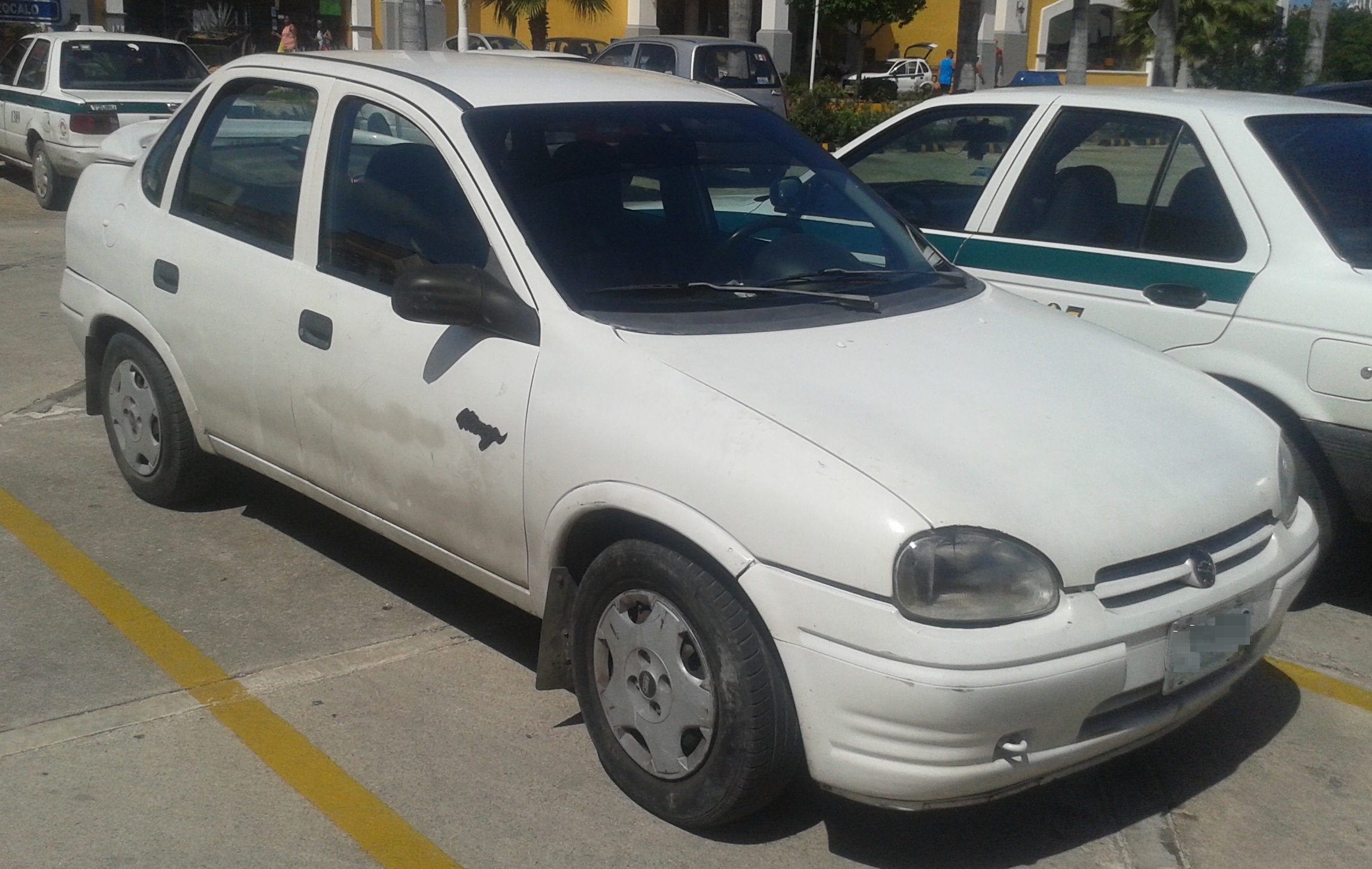
Седан Chevrolet Chevy
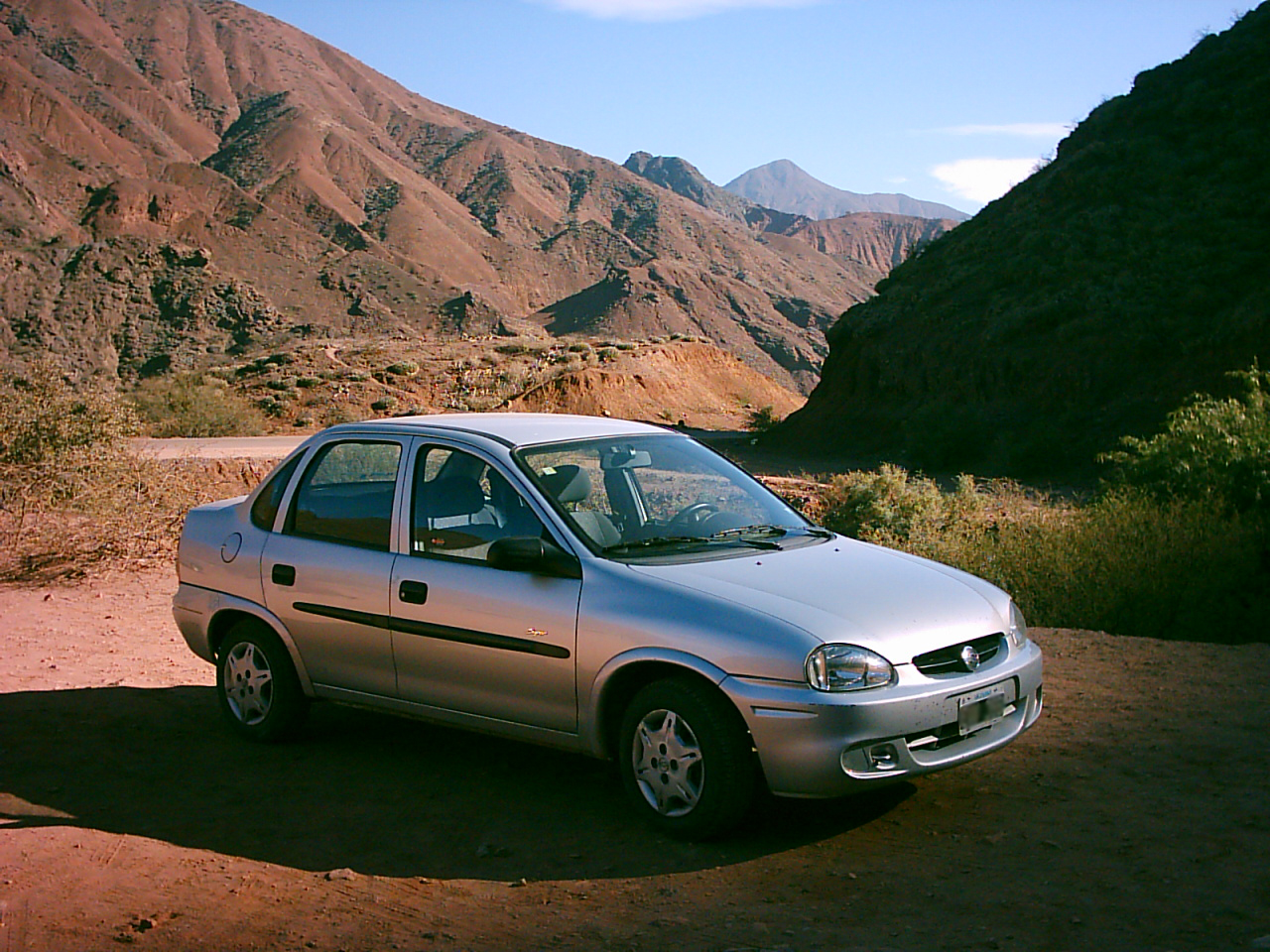
Chevrolet Corsa

Китай
В 1993—1996 годах Opel Corsa B производился в городе Цзянмынь (провинция Гуандун) под названием Jilin Jiangbei Meilu JJ7090. Для этого было образовано совместное предприятие между Jiangmen Guangdong и Guangdong Holdings ltd.
Готовые автомобили Opel Corsa закупались в Германии, где с них снимали колёса и бамперы, а затем привозились в Китай, где на Цзянмыньском машиностроительном заводе автомобили доукомплектовывались. Такая схема производства позволяла законно обходить таможенное законодательство КНР, которое признавало такие автомобили произведёнными в Китае.
Китайская Corsa оснащались только 1,2-литровым бензиновым двигателем и 5-ступенчатой механической коробкой передач. Большинство Jilin Jiangbei Meilu JJ7090 было продано в провинции Гуандун.

Вновь модель вернулась на рынок Китая в 2001 году, когда на совместном предприятии Shanghai-GM было налажено производство седна Buick Sail, который представлял собой латиноамериканский Chevrolet Corsa. Помимо седана выпускался универсал Buick Sail S-RV, который был идентичен универсалу Opel Corsa Caravan. В 2004 году автомобиль подвергся рестайлингу и был переименован в Chevrolet Sail. С различными модернизациями автомобиль выпускался до 2009 года. 

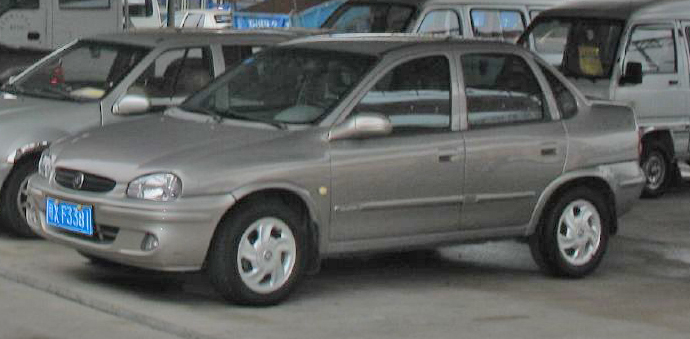
Седан Buick Sail (2001-2004)
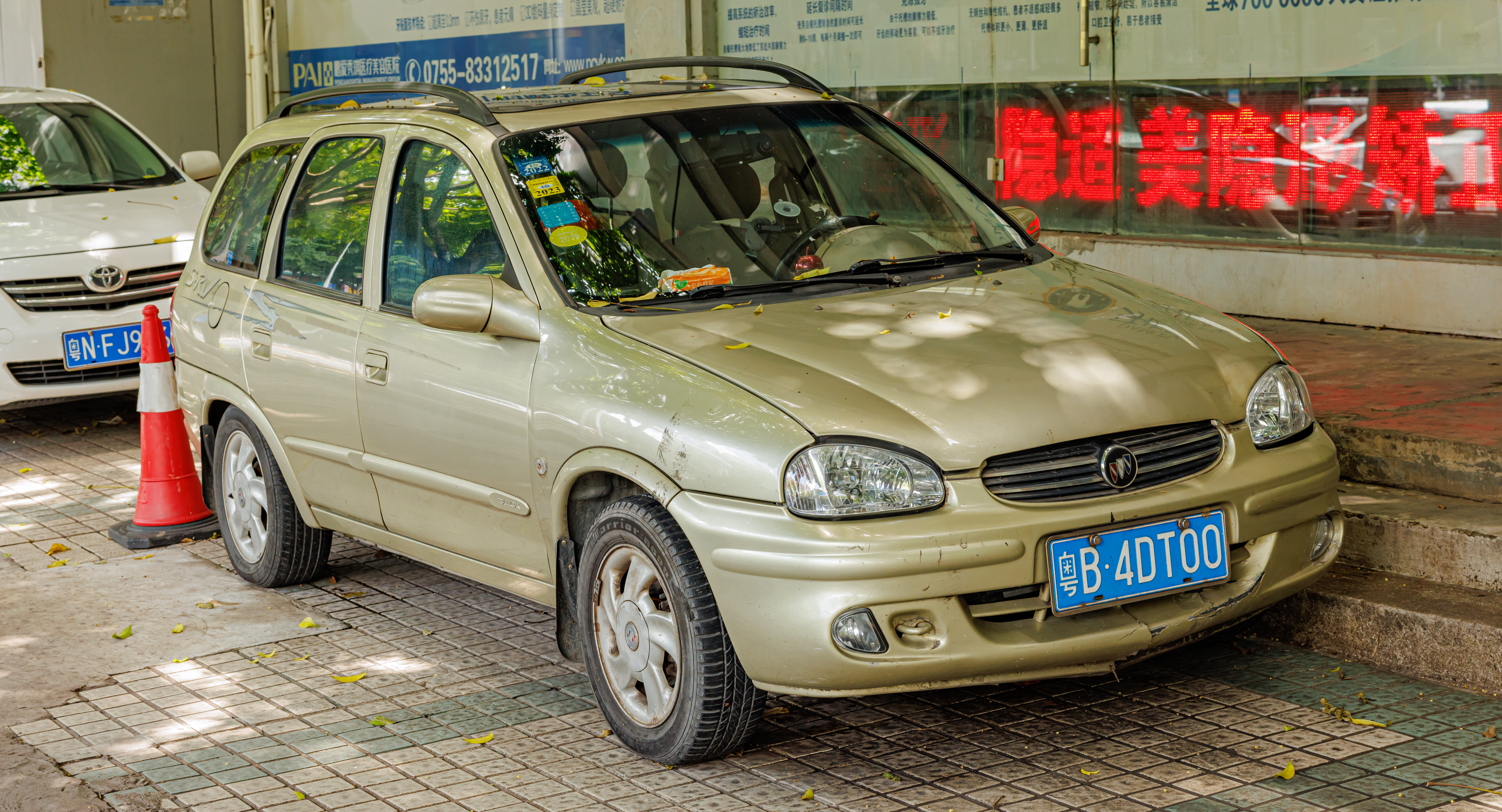
Универсал Buick Sail S-RV (2001-2004)
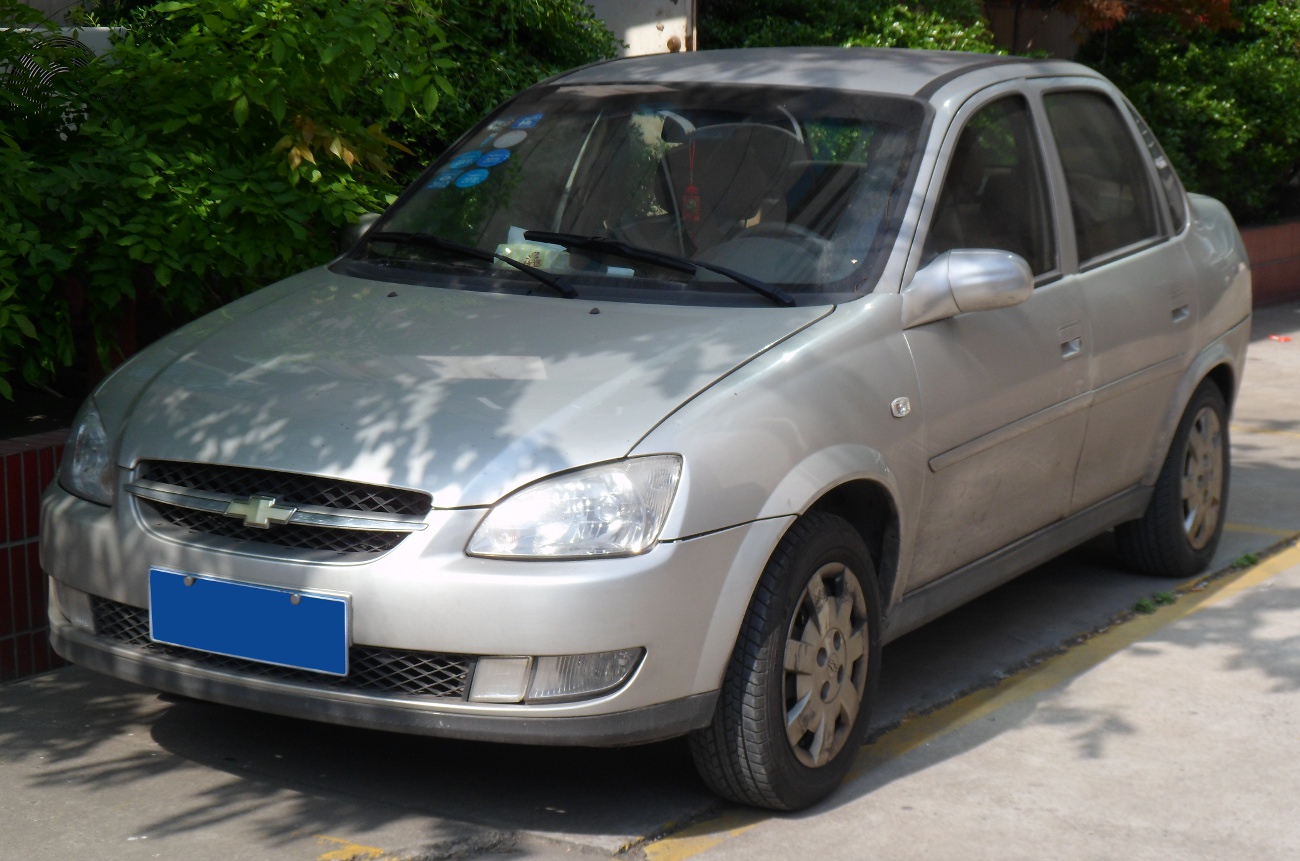
Седан Chevrolet Sail (2004-2009)

### Безопасность
| Euro NCAP                                                | Euro NCAP | Euro NCAP | Euro NCAP |
| -------------------------------------------------------- | --------- | --------- | --------- |
| Рейтинги                                                 | Пассажир  |           |           |
| Рейтинги                                                 | Пешеход   |           |           |
| Протестированная модель: Opel Corsa 1,2 L S 3-дв. (1997) |           |           |           |

| Euro NCAP                                                | Euro NCAP | Euro NCAP | Euro NCAP |
| -------------------------------------------------------- | --------- | --------- | --------- |
| Рейтинги                                                 | Пассажир  |           | 18        |
| Рейтинги                                                 | Пешеход   |           | 14        |
| Протестированная модель: Opel Corsa 1,2 L S 3-дв. (2000) |           |           |           |

## Corsa C
Opel Corsa C производилась с ноября 2000 года по октябрь 2006 в кузовах 3- и 5-дверный хетчбэк.
Изначально Corsa C комплектовались двигателями 1.0 л. (58 л.с., 43 кВт), 1.2 л. (75 л.с., 55 кВт, позже мощность была повышена до 80 л.с.) и 1.4 л. (90 л.с., 66 кВт), имевший фирменную систему «Twinport», отвечавшую за подачу воздуха в цилиндры.
Помимо классических четырёх и пятиступенчатых коробок передач на Corsa C была применена новая роботизированная коробка передач «Easytronic». Изначально «Easytronic» устанавливался только в сочетании с 1.2-литровым двигателем, а позже также с 1.0 л. и 1.4 л. бензиновыми и 1.3 л. дизельным двигателями.

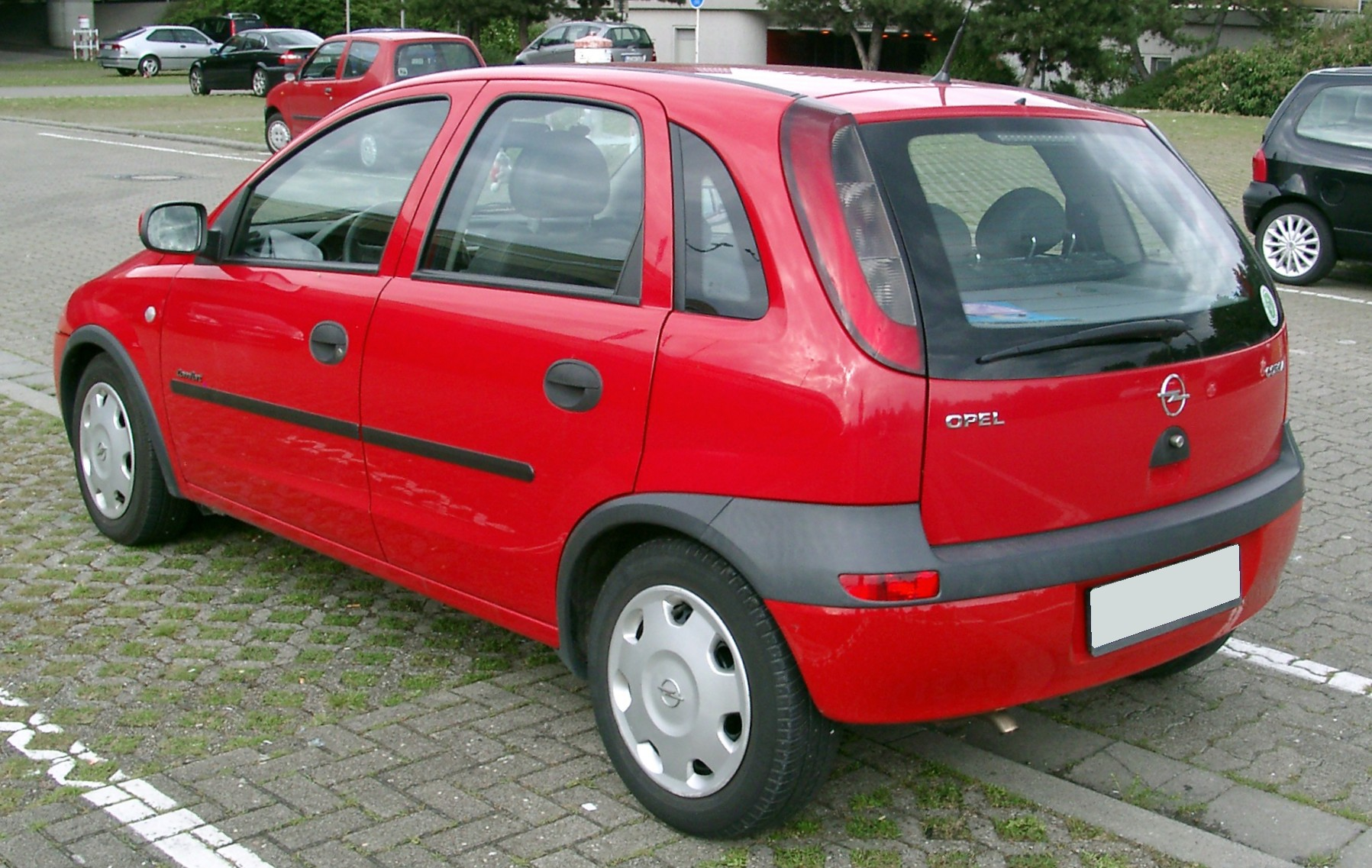
Вид сзади
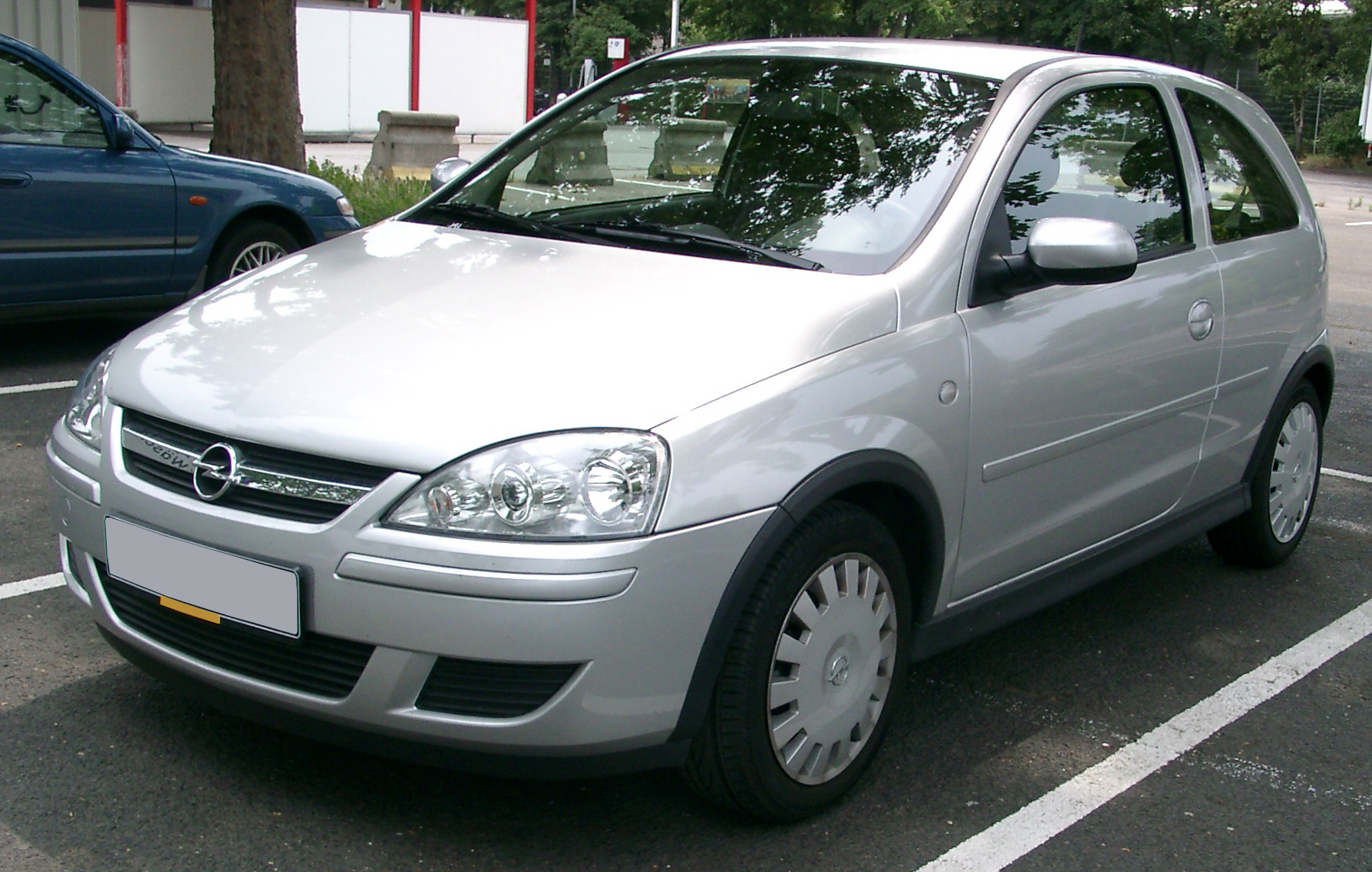
Вид спереди
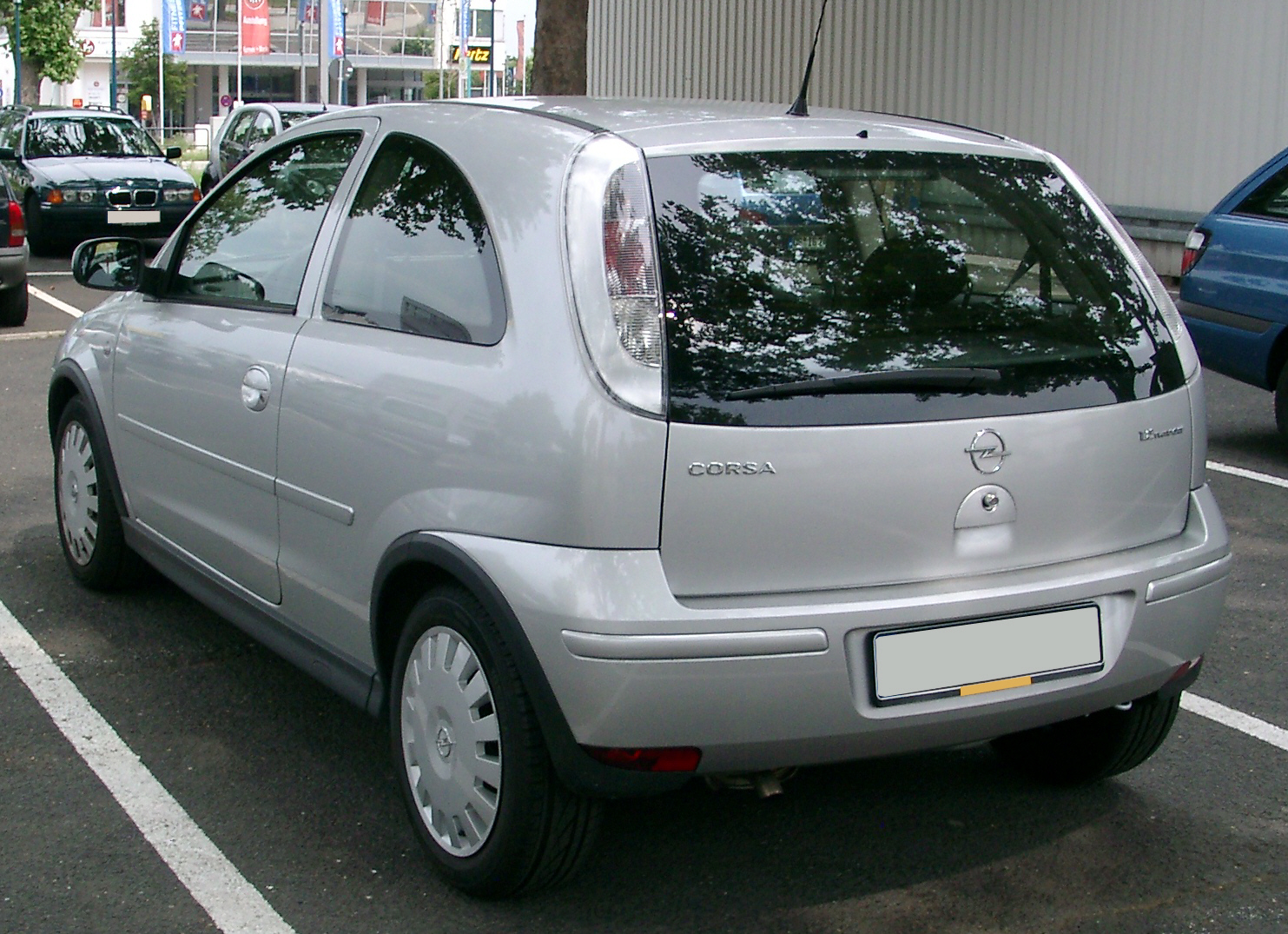
Рестайлинговая версия сзади
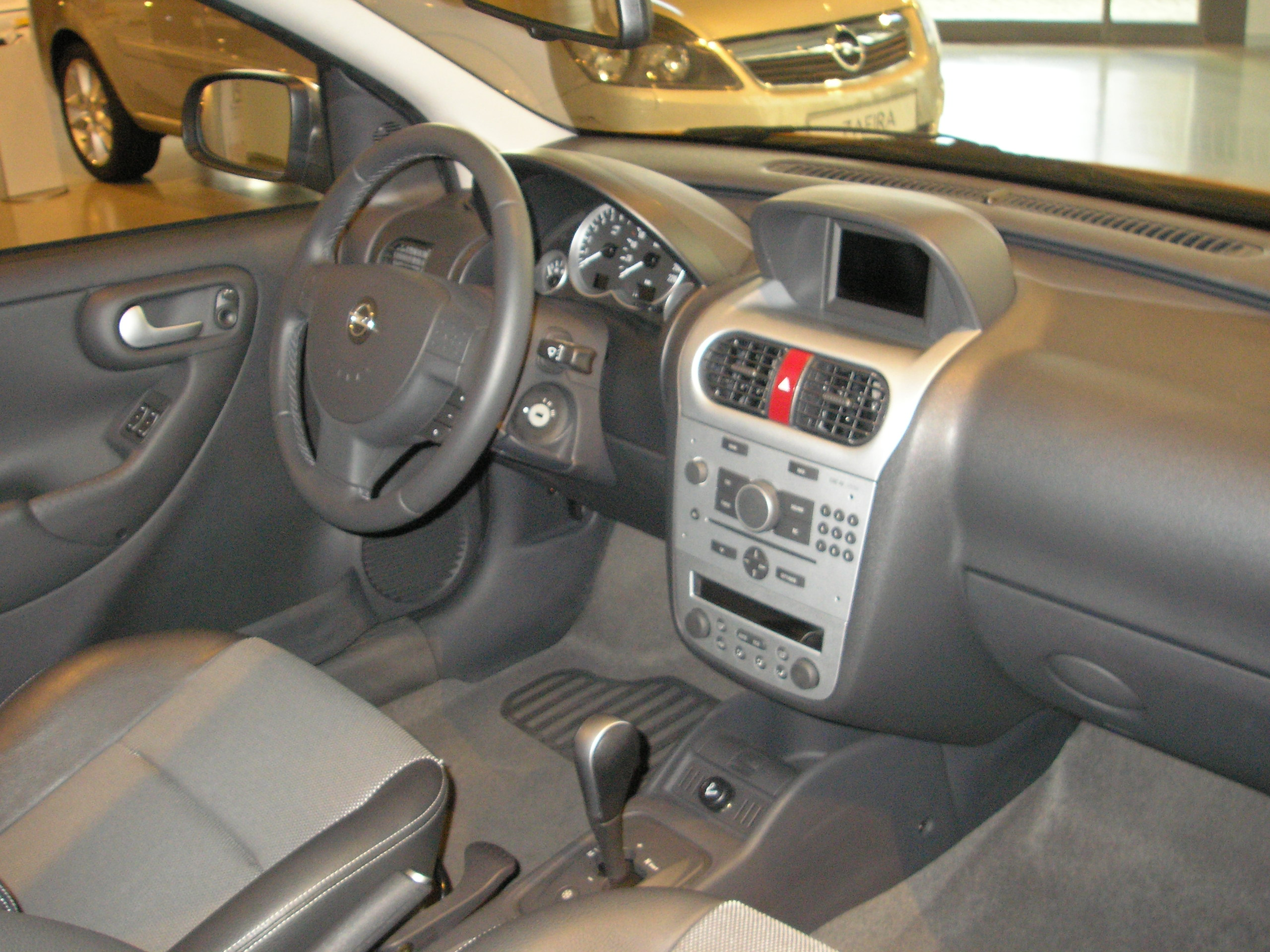
Рестайлинговая версия спереди

Однако на май 2007 года она ещё была актуальным автомобилем в следующих странах: Бахрейн, Исландия, Израиль, Катар, Кувейт, Саудовская Аравия, Южная Африка, Тайвань и некоторых других. В 2003 году автомобиль подвергся модернизации — был изменён внешний вид радиатора. С 2002 года по наши дни в ЮАР по-прежнему выпускается Opel Corsa C в кузове пикап.

### Безопасность
| Euro NCAP                                                    | Euro NCAP | Euro NCAP   | Euro NCAP |
| ------------------------------------------------------------ | --------- | ----------- | --------- |
| Рейтинги                                                     | Пассажир  | не известно | 25        |
| Рейтинги                                                     | Пешеход   | не известно | 9         |
| Протестированная модель: Opel Corsa 1.2 Comfort 3-дв. (2002) |           |             |           |

## Corsa D
Премьера текущей модели автомобиля состоялась 18 июля 2006 года, а с 7 октября 2006 года официально начались продажи. Corsa D делит платформу с Fiat Grande Punto, но короче его на 31 мм.
Имеется вариант кузова «фургон» (называется Corsavan). Он отличается от обычной модели отсутствием задних сидений и задних окон.
Особенностью предпоследней модели Corsa, по сравнению с предшественниками являются его увеличившиеся размеры. Своими размерами, а также внешним дизайном Corsa D похожа на Astra H (особенно на Astra H GTC). Дизайн кузова был придуман чешским художником Франтишеком Пеликаном.
В середине мая 2010 года Opel объявил о намерении увеличить производство модели Corsa сразу на 16 000 экземпляров в год в связи с высоким спросом на автомобиль. Руководство концерна оценило возможности для увеличения загруженности своих предприятий в Германии, Испании, Франции, Бельгии и Италии. В результате анализа было принято решение об увеличении объёмов выпуска Opel Corsa на заводах в Айзенахе (Германия, на 9000 машин в год больше) и Сарагосе (Испания, увеличение производства на 7000 машин в год).
По состоянию на 2011 год продано 1,4 млн хетчбэков Corsa D.
В ноябре 2010 года было объявлено о рестайлинге. Автомобиль получил новый дизайн, появившийся в модели Insignia.

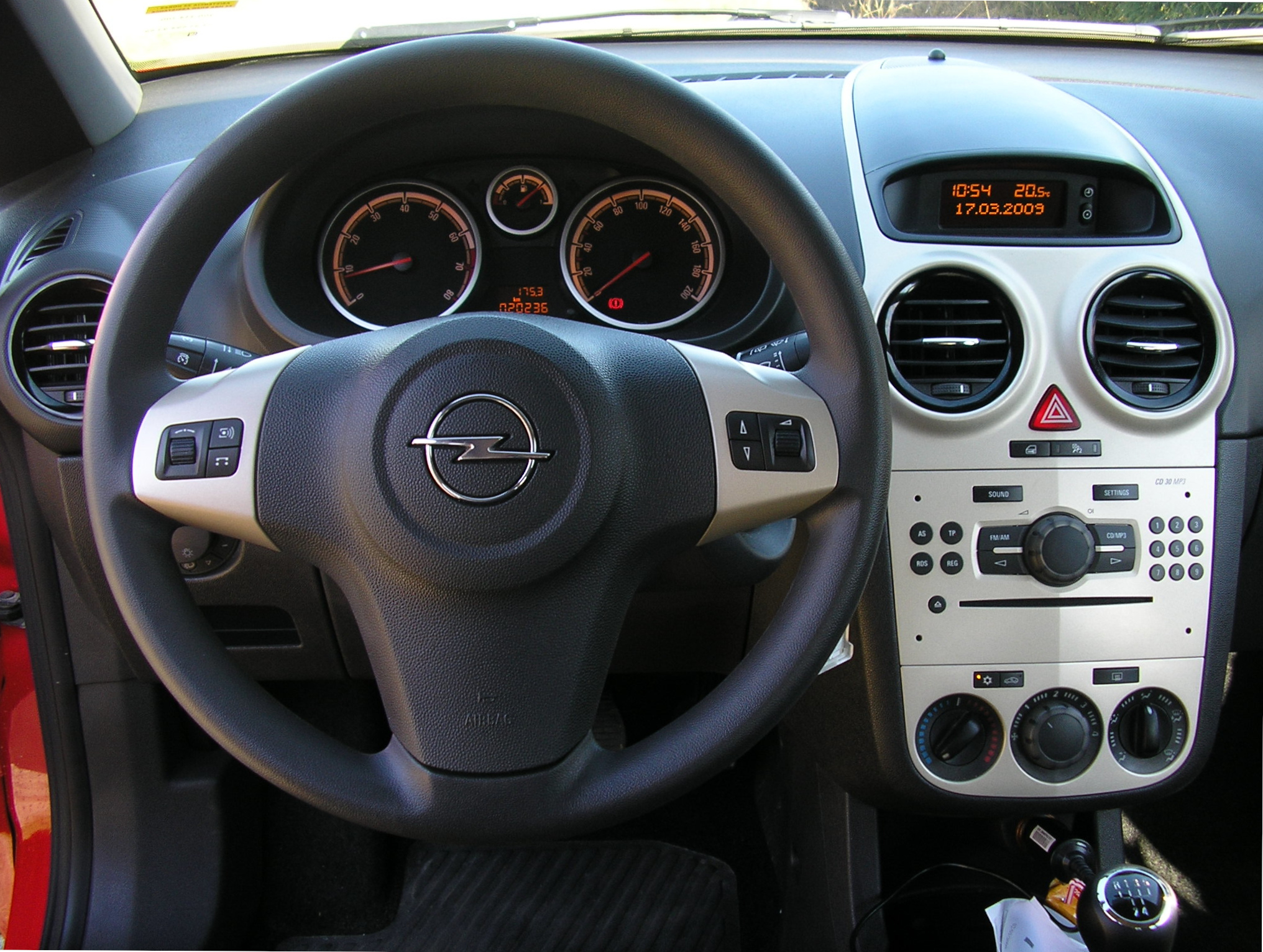
Салон
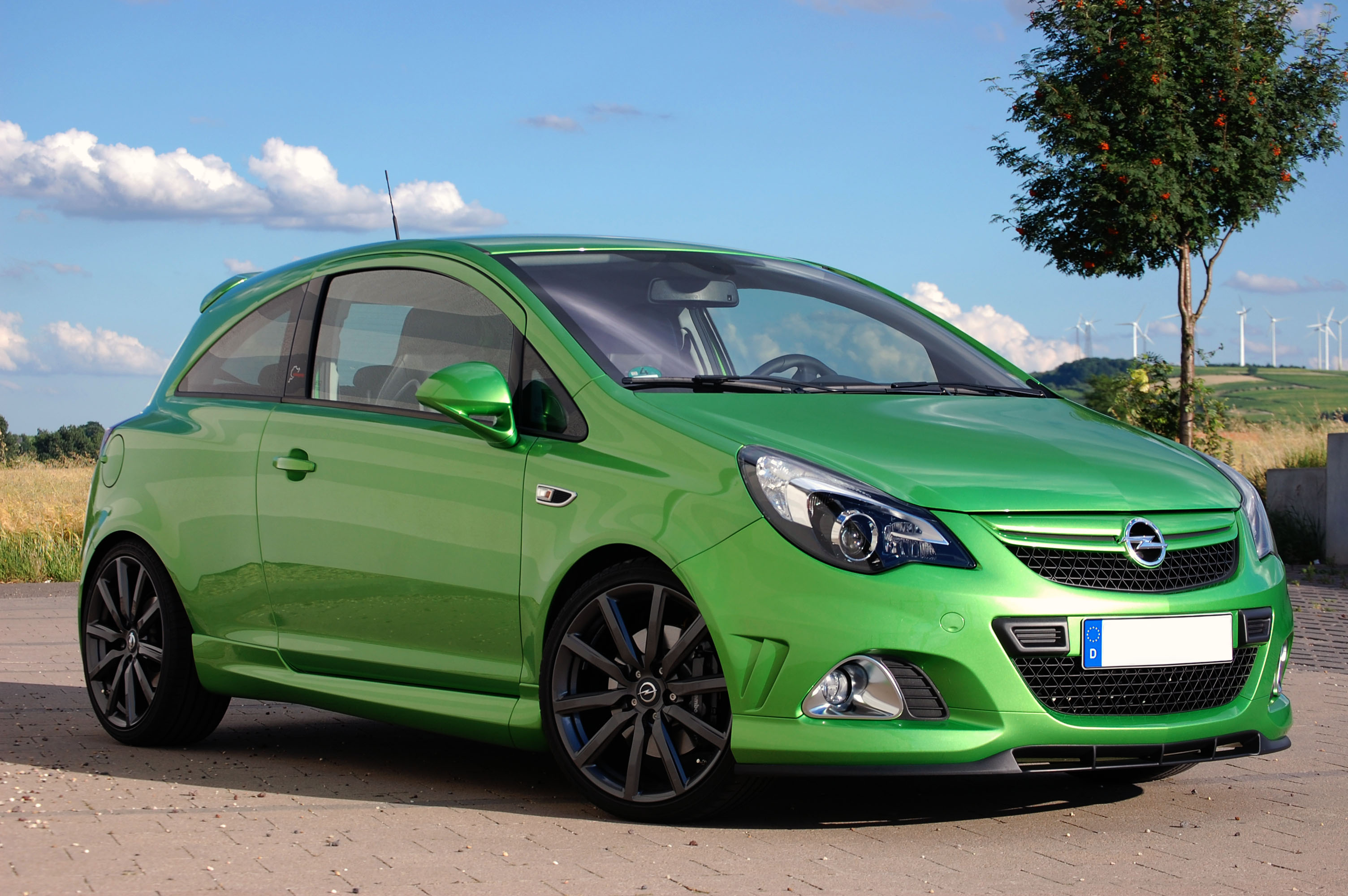
Corsa OPC Nürburgring Edition

### Безопасность
| Euro NCAP                                          | Euro NCAP | Euro NCAP | Euro NCAP |
| -------------------------------------------------- | --------- | --------- | --------- |
| Рейтинги                                           | Пассажир  |           | 34        |
| Рейтинги                                           | Ребёнок   |           | 32        |
| Рейтинги                                           | Пешеход   |           | 19        |
| Протестированная модель: Opel Corsa D 3-дв. (2006) |           |           |           |

## Corsa E
Corsa E была представлена в ноябре 2014 года. Продажи начались в начале 2015 года. Также, как и раньше, выпускается в вариантах 3-х и 5-дверный хетчбэки.
Шасси Corsa Е было полностью переработано. Автомобиль почти не отличается по размерам с предыдущей моделью.

### Безопасность
| Euro NCAP                                                            | Euro NCAP | Euro NCAP | Euro NCAP             |
| -------------------------------------------------------------------- | --------- | --------- | --------------------- |
| · общий рейтинг                                                      |           |           |                       |
| 79%                                                                  | 77%       | 71%       | 56%                   |
| взрослый пассажир                                                    | ребёнок   | пешеход   | активная безопасность |
| Протестированная модель: Opel/Vauxhall Corsa 1.4 'Enjoy', LHD (2014) |           |           |                       |

## Corsa F
Corsa F была представлена в июне 2019 года. Выпускается только под видом 5-дверного хетчбэка на платформе CMP. Первоначальный проект Corsa F (код проекта: G2J0) изначально планировалось выпустить в третьем квартале 2017 года на платформе GM G2XX. Однако проект G2J0 был отменен из-за приобретения Groupe PSA компаний Opel и Vauxhall, при этом отмененный проект начал производство в форме седана под названием Buick Excelle в Китае. Затем разработка была возобновлена после перехода на платформу PSA CMP (EMP1) в 2017 году. Таким образом, Corsa является первой моделью Opel, разработанной под управлением PSA. Corsa F была представлена на автосалоне во Франкфурте в 2019 году.